# Liste von Kunstwerken und Denkmälern in Hamburg-Langenhorn
Die Liste von Kunstwerken und Denkmälern in Hamburg-Langenhorn führt Kunstwerke und Denkmäler im öffentlichen Raum in Hamburg-Langenhorn auf. Extra aufgeführt sind zudem Kunstwerke in Gebäuden sowie nicht mehr vorhandene Kunstwerke und Denkmäler.

## Kunstwerke im öffentlichen Raum
| Titel (kursiv) oder Beschreibung                                                                        | Standort | Datierung                                | Künstler | Anmerkungen | Bild            |
| --- | --- | ---------------------------------------- | --- | --- | --------------- |
| Verkündigung (Erzengel Gabriel)                                                                         | Henny-Schütz-Allee 7 53° 40′ 20″ N, 10° 0′ 23″ O | Zwischen 1899 und 1902                   | | Kachelbild am Giebel der ehemaligen Kapelle (auch Kirche oder Haus 46 der ehemaligen Irrenanstalt Langenhorn (später Asklepios Klinik Nord, Standort Ochsenzoll), auch Haus für Gottesdienst und gesellige Veranstaltungen), heute Restaurant Villari. Erzengel Gabriel ist hier weiblich dargestellt, was in der Kunstgeschichte keine Seltenheit ist. Eines seiner Attribute, die weiße Lilie (oft auch eine stilisierte Lilie als Lilienstab) verweist auf die Verkündigung an Maria. Eigentümerin: Unter den Linden – Hamburg, Patrizia AG | weitere Bilder  |
| Zwei Fischreiher, auch Graureiher genannt, mit acht Fischen, Wandmosaik                                 | Langenhorner Chaussee 149 53° 38′ 42″ N, 10° 0′ 46″ O |                                          | Herbert Staehr jun. | Mosaik, am linken Seiteneingang, des Hauses. Durch die Deckenabhängung wird ein schmaler Streifen oben verdeckt. | weitere Bilder  |
| Wandmosaik                                                                                              | Theodor-Fahr-Straße 47 53° 39′ 57″ N, 10° 0′ 21″ O | 1961                                     | Annette Caspar | Mosaik, Keramik, auf der Stirnseite des Wohnhauses. Eigentümerin: Schiffszimmerer-Genossenschaft |                 |
| Auferstehung Jesu Christi                                                                               | Fibigerstraße 83, ehemaliges Wohnhaus des Künstlers 53° 40′ 36″ N, 10° 0′ 32″ O |                                          | Carl Schümann | An der Rückseite des Hauses. Eigentümer: Jürgen Strumpf, Ingenieur, Architekt |                 |
| Paar (Tanzendes Paar?)                                                                                  | Fibigerstraße 83, ehemaliges Wohnhaus des Künstlers 53° 40′ 36″ N, 10° 0′ 32″ O |                                          | Carl Schümann | An der Rückseite des Hauses. Eigentümer: Jürgen Strumpf, Ingenieur, Architekt |                 |
| Pferdekopf                                                                                              | Jütlandring 70–76 53° 40′ 21″ N, 10° 0′ 41″ O | Zwischen 1892 und 1910                   | | Hochrelief an der südöstlichen Seite des Hauses. Das Haus war ein Stall- und Remisengebäude für zehn Pferde, der 1892 gegründeten landwirtschaftlichen Kolonie und Filiale der Irrenanstalt Friedrichsberg (heute Schön Klinik Hamburg Eilbek). Ursprünglich befand sich an dem Haus noch ein zweites Hochrelief. Am 1. Oktober 1898 wurde die Kolonie selbständig und nannte sich ab 1905 Irrenanstalt Langenhorn. Zwischen 1899 und 1910 wurde das Gebäude verlängert und umgebaut. 1910 wurde es auch von Theodor Neuberger als Pferde- und Ochsenstall bezeichnet. Die Irrenanstalt wurde zum Allgemeinen Krankenhaus Ochsenzoll, dann zum Klinikum Nord (Standort Ochsenzoll), und dann zur Asklepios Klinik Nord (Standort Ochsenzoll). 2013 verkaufte die Klinik unter anderen das Gebäude an die Patrizia AG, die es umbaute und restaurierte. Eigentümerin: Unter den Linden – Hamburg, Patrizia AG | weitere Bilder  |
| Fuchs                                                                                                   | Ermlandweg 13 53° 39′ 6″ N, 9° 59′ 33″ O | 1960                                     | Vilma Lehrmann-Amschler | Relief, Keramik, an der Stirnseite des Reihenhauses |                 |
| Eichhörnchen                                                                                            | Ermlandweg 21 53° 39′ 10″ N, 9° 59′ 40″ O | 1960                                     | Vilma Lehrmann-Amschler | Relief, Keramik, an der Stirnseite des Reihenhauses |                 |
| Marder                                                                                                  | Grellkamp 50 53° 39′ 14″ N, 9° 59′ 48″ O | 1960                                     | Vilma Lehrmann-Amschler | Relief, Keramik, an der Stirnseite des Reihenhauses |                 |
| Drei fliegende Schwäne                                                                                  | Tweeltenbek 27, Haus der Jugend Kiwittsmoor 53° 40′ 40″ N, 10° 1′ 8″ O | 1965                                     | Kurt Bauer | Metall, an der Fassade. Eigentümerin: Freie und Hansestadt Hamburg |                 |
| Kuben-Fries                                                                                             | Walter-Schmedemann-Straße 17 53° 40′ 9″ N, 9° 59′ 53″ O | 1981                                     | HD Schrader | Das Betonrelief war ursprünglich grau. Eigentümerin: meravis GmbH & Co. KG (vorher: DAWAG) | weitere Bilder  |
| Eber-Hof-Relief                                                                                         | Langenhorner Markt, an der Auffahrt vom Eberhofweg zum Langenhorner Markt 53° 39′ 0″ N, 10° 0′ 56″ O | 1890                                     | W. Rodewoldt aus Eimsbüttel (vermutlich H. T. W. Rodewoldt, Steinhauer, Fruchtallee 74a, aus dem Hamburger Adressbuch von 1890) | Relief, Sandstein, im Auftrag des Maklers Emil Römling angefertigt. Es befand sich an der Fassade des abgerissenen Eberhofes am Eberhofweg. Eigentümerin: Anke Rathig (seit 1977 Vorsitzende der DRK-Ortsgemeinschaft Langenhorn / Fuhlsbüttel), Tochter des Retters des Reliefs, stellte es ab Oktober 2015 Hamburg-Langenhorn als Leihgabe zur Verfügung. Neben dem Relief steht eine Schautafel, auf der zu lesen ist, dass das Motiv des Reliefs zwei Eber seien, was jedoch nicht zutrifft, da das rechte, der beiden Schweine Zitzen hat, statt ausgeprägter Eckzähne, und somit weiblich, also eine Sau ist. | Schautafel dazu |
| Schäfer oder Schafhirte mit Schalmei und Lamm                                                           | Langenhorner Chaussee Ecke Beim Schäferhof, Langenhorner Chaussee 122 53° 38′ 36″ N, 10° 0′ 47″ O | 1930                                     | | Skulpturengruppe, Sandstein, am Haus Schäferhof. Das Monogramm als Signatur konnte bisher keinem Künstler zugeordnet werden. (Signatur: siehe weitere Bilder) | weitere Bilder  |
| Erzbischof Ansgar (vor einer Menschengruppe)                                                            | Wördenmoorweg 22 53° 39′ 11″ N, 10° 0′ 30″ O | 1962 (vermutlich)                        | Karl Heinz Engelin | Zweiteilige Skulpturengruppe an der Fassade des 1962 eingeweihten Gemeindehauses der Ansgarkirche. Eigentümerin: Ansgarkirche | weitere Bilder  |
| Schmiedearbeit am Geländer der Timmerlohbrücke (stilisierte Eiche)                                      | Timmerloh 53° 39′ 28″ N, 10° 0′ 59″ O | 1963                                     | Ernst Hanssen | Südliches Geländer. Eigentümerin: Freie und Hansestadt Hamburg | weitere Bilder  |
| Schmiedearbeiten am Geländer der Wördenmoorbrücke (Zwei balzende Auerhähne)                             | Wördenmoorweg 53° 39′ 17″ N, 10° 1′ 1″ O | 1964                                     | Ernst Hanssen | Nördliches Geländer. Eigentümerin: Freie und Hansestadt Hamburg | weitere Bilder  |
| Schmiedearbeit am Geländer der Tannenwegbrücke (Drei Marder)                                            | Tannenwegbrücke zwischen Tannenweg und Höpen 53° 38′ 50″ N, 10° 1′ 1″ O |                                          | Ernst Hanssen | Nördliches Geländer. Eigentümerin: Freie und Hansestadt Hamburg | weitere Bilder  |
| Das Blatt                                                                                               | Diekmoorweg 7 53° 39′ 22″ N, 10° 0′ 56″ O | 1969                                     | Johannes Ufer | Bronze. Höhe: 3 m. Die Skulptur wurde 1969 auf einer Rasenfläche, Diekmoorweg, Ecke Foorthkamp aufgestellt. Vor dem Bau eines Gebäudes mit Läden und Arztpraxen in den 1980ern (Diekmoorweg 12a) wurde sie auf einer Rasenfläche beim Diekmoorweg 7 umgesetzt. Guss: Kunstgießerei Schmäke, Düsseldorf. Eigentümerin: meravis GmbH & Co. KG (vorher: DAWAG). | weitere Bilder  |
| Der Baum                                                                                                | Holitzberg 131, 133 53° 40′ 32″ N, 10° 1′ 32″ O | 1965                                     | Hans Kock | Rückseite des Hauses. Die Skulptur stand vorher bis 2017 an der Tangstedter Landstraße 445. Eigentümerin: Siemers-Stiftung | weitere Bilder  |
| Käthe Kollwitz                                                                                          | Holitzberg 89, Daniel-Schutte-Stift 53° 40′ 29″ N, 10° 1′ 33″ O | 1965                                     | Gustav Seitz | Bronze. Eigentümer: Daniel-Schutte-Stift | weitere Bilder  |
| Großes liegendes Paar                                                                                   | Holitzberg 298 53° 40′ 30″ N, 10° 1′ 36″ O | 1966                                     | Ursula Querner | Auch Große Strandgruppe oder Liegendes Paar II. Bronze. Die Skulpturengruppe wurde unter Anwendung des Wachsausschmelzverfahrens hergestellt. Eigentümerin: Siemers-Stiftung | weitere Bilder  |
| Zwiegespräch                                                                                            | Kiwittsmoor 6, Schröderstift 53° 40′ 35″ N, 10° 1′ 12″ O | 1975                                     | Sabine von Diest-Brackenhausen                                                                                                  | Skulpturengruppe, Bronze. Eigentümer: Schröderstift (Joh. Heinr. Schröder's mildthätige Stiftung) | weitere Bilder  |
| Ikarus                                                                                                  | Am Schulwald 8 53° 39′ 8″ N, 10° 1′ 19″ O | 1977                                     | Fritz Fleer | Skulpturengruppe, Bronze. Guss: Kunstgießerei Schmäke, Düsseldorf. Eigentümerin: Baugenossenschaft Fluwog-Nordmark eG. (Ein weiterer Ikarus befindet sich auf dem Schulgelände der Ikarus-Schule in Lachendorf.) | weitere Bilder  |
| Großer Schreitender                                                                                     | Tangstedter Landstraße 409 53° 40′ 14″ N, 10° 1′ 34″ O | 1965                                     | Fritz Fleer | Bronze. Guss: Kunstgießerei Schmäke, Düsseldorf. Eigentümerin: Siemers-Stiftung. | weitere Bilder  |
| Zirkusreiterin                                                                                          | Tangstedter Landstraße 261 53° 40′ 3″ N, 10° 1′ 24″ O | 1978                                     | Gisela Engelin-Hommes | Skulpturengruppe, Bronze. Guss: Bildgießerei Barth, Rinteln. Eigentümerin: Vereinigte Hamburger Wohnungsbaugenossenschaft (Im Eitnerweg in Hamburg-Hummelsbüttel gibt es auch eine Zirkusreiterin von ihr aus dem Jahre 1968 und Am Schiffbeker Berg in Hamburg-Billstedt eine aus dem Jahre 1978, die aber abstrahierter ist als die Langenhorner Version.) | weitere Bilder  |
| Fisch                                                                                                   | Eberhofstieg 22, auf dem Spielplatz, rechts neben dem Haus der Jugend Eberhofweg (Freizeitreff Eberhofstieg) 53° 39′ 7″ N, 10° 0′ 43″ O                                                                                          | 1961 (oder 1958)                         | Carl Ihrke | Die Skulptur stand früher links neben dem Gebäude. Eigentümerin: Freie und Hansestadt Hamburg | weitere Bilder  |
| Steinblume                                                                                              | Wördenmoorweg 57 53° 39′ 16″ N, 10° 0′ 49″ O | 1982                                     | Maria Pirwitz | Granit. Eigentümerin: meravis GmbH & Co. KG (vorher: DAWAG) | weitere Bilder  |
| Die Hilfe                                                                                               | Henny-Schütz-Allee, am Haus 29 der Asklepios Klinik Nord, Standort Ochsenzoll 53° 40′ 21″ N, 10° 0′ 17″ O | 1963                                     | Anne-Marie Vogler | Seit 2002 im Krankenhaus Ochsenzoll, vorher Krankenhaus Heidberg. Zur Entstehungszeit der Skulpturengruppe (und auch schon vorher) hat ein Steinmetz die großen Skulpturen für Anne-Marie-Vogler nach ihren Entwürfen gemacht, weil sie es aus Altersgründen nicht mehr konnte. Für Die Hilfe schuf sie vorher ein Modell in etwa gleicher Größe. Eigentümerin: Asklepios Kliniken Hamburg GmbH | weitere Bilder  |
| Stehende Eva                                                                                            | Henny-Schütz-Allee, am Haus 29 der Asklepios Klinik Nord, Standort Ochsenzoll 53° 40′ 21″ N, 10° 0′ 16″ O | 1959                                     | Gustav Seitz | Bronze. Datiert mit 47 (1947). 1947 schuf Gustav Seitz die erste Eva in seinem Atelier am Steinplatz in Berlin-Charlottenburg. Nach diesem Modell wurde die erste Bronzeskulptur der Eva gegossen, die die Nationalgalerie in Berlin 1948 erwarb. Die Langenhorner Eva gleicht der ersten Eva von 1947, nur dass ihre Oberfläche etwas rauer wirkt. Eigentümerin: Asklepios Kliniken Hamburg GmbH | weitere Bilder  |
| Schildkröte                                                                                             | Henny-Schütz-Allee, zwischen Haus 21 und 23 der Asklepios Klinik Nord, Standort Ochsenzoll 53° 40′ 21″ N, 10° 0′ 27″ O | 1975                                     | Klaus Kütemeier | Eigentümerin: Asklepios Kliniken Hamburg GmbH | weitere Bilder  |
| Rinder                                                                                                  | Zwischen Haus 7 und Haus 17 der Asklepios Klinik Nord, Standort Ochsenzoll 53° 40′ 25″ N, 10° 0′ 28″ O | 1979                                     | Thomas Darboven | Granit. Eigentümerin: Asklepios Kliniken Hamburg GmbH. Der Titel der Skulptur steht in großgeschriebenen Buchstaben am Rand der Platte, auf dem die Skulptur steht. Der Buchstabe i fehlt inzwischen. | weitere Bilder  |
| Schafhirte, Schäfer mit zwei Schafen                                                                    | Haus 6, im Hof der Station 6a der Asklepios Klinik Nord, Standort Ochsenzoll 53° 40′ 29″ N, 10° 0′ 19″ O | 1965                                     | Martin Irwahn | Skulpturengruppe. Eigentümerin: Asklepios Kliniken Hamburg GmbH | weitere Bilder  |
| Zwei Eulen                                                                                              | Haus 6, im Hof der Station 6c (geschlossene Abteilung) der Asklepios Klinik Nord, Standort Ochsenzoll 53° 40′ 30″ N, 10° 0′ 17″ O                                                                                                | 1962                                     | Kurt Bauer | Skulpturengruppe, Bronze. Eigentümerin: Asklepios Kliniken Hamburg GmbH |                 |
| Mutter und Kind                                                                                         | Langenhorner Chaussee 321, Wohnunterkunft Langenhorner Chaussee 53° 39′ 21″ N, 10° 0′ 18″ O | 1964                                     | Richard Steffen | Skulpturengruppe, Bronze. Eigentümerin: Freie und Hansestadt Hamburg. Am Zugangsweg zur Wohnunterkunft für Flüchtlinge und andere Wohnungslose, sowie zum Kindergarten (321a). Ehemaliges Wohnheim für alleinstehende Damen. | weitere Bilder  |
| Mädchen mit Hund                                                                                        | Neubergerweg 2, Schule Neubergerweg (1962 Norderschule) 53° 40′ 4″ N, 10° 0′ 13″ O | 1962 (oder 1952)                         | Karl August Ohrt | Im kleinen Schulgarten, gegenüber dem Eingang. Eigentümerin: Freie und Hansestadt Hamburg. Der Kopf des Hundes wurde scheinbar einmal von der Skulpturengruppe abgetrennt. Er wurde danach nicht fachgerecht, wie man es von einem Restauratoren erwarten würde, wieder angesetzt. Vermutlich war es keine Arbeit eines Restauratoren. Eine Quelle gibt 1952 als Entstehungsjahr | weitere Bilder  |
| Spiel der Farben                                                                                        | Neubergerweg 2, Schule Neubergerweg 53° 40′ 4″ N, 10° 0′ 11″ O | 1964–1965                                | Dietmar Linke (* 1941) | 4 Fenstermosaike in der Aulawand. Eigentümerin: Freie und Hansestadt Hamburg |                 |
| Mädchen mit Katze                                                                                       | Eberhofweg 63, im Eingangsbereich des Schulgeländes 53° 39′ 3″ N, 10° 0′ 49″ O | 1957                                     | Karl August Ohrt | Skulpturengruppe, Bronze. Guss: Kunstgießerei Schmäke (Gustav Schmäke), Düsseldorf. Eigentümerin: Freie und Hansestadt Hamburg. Bis 2018 stand die Skulptur in der ehemaligen Schule am Grellkamp 40 in Hamburg-Langenhorn. | weitere Bilder  |
| Mensch und Natur, Figurenensemble                                                                       | Käkenhof 53° 40′ 20″ N, 10° 0′ 0″ O | 1985                                     | Doris Waschk-Balz | Die einzelnen Bronzeskulpturen des Projektes Mensch und Natur wurden zwischen 1982 und 1985 entworfen. Die Kunstgießerei Schmäke in Düsseldorf hatte die 12 Objekte dann anhand ihrer Gipsmodelle erstellt. Jedes Objekt war damals doppelt vorhanden, eines im Figurenensemble auf dem Käkenhof und ein weiteres in der Nähe, in der Siedlung. Die Windenknospe der Ackerwinde des Figurenensembles auf den Käkenhof wurde vor Jahren gestohlen. Eigentümerin: SAGA | weitere Bilder  |
| Liegende Frau                                                                                           | Dortmunder Straße 28, am Weg 53° 40′ 17″ N, 9° 59′ 45″ O | 1985                                     | Doris Waschk-Balz | Skulptur des Projektes Mensch und Natur, Bronze. Guss: Kunstgießerei Schmäke, Düsseldorf. Eigentümerin: SAGA | weitere Bilder  |
| Sitzendes Kind                                                                                          | Dortmunder Straße 18, am Weg 53° 40′ 15″ N, 9° 59′ 42″ O | 1985                                     | Doris Waschk-Balz | Skulptur des Projektes Mensch und Natur, Bronze. Guss: Kunstgießerei Schmäke, Düsseldorf. Eigentümerin: SAGA | weitere Bilder  |
| Männerbüste                                                                                             | Dortmunder Straße 6, am Weg 53° 40′ 14″ N, 9° 59′ 39″ O | 1985                                     | Doris Waschk-Balz | Skulptur des Projektes Mensch und Natur, Bronze. Guss: Kunstgießerei Schmäke, Düsseldorf. Eigentümerin: SAGA | weitere Bilder  |
| Stehender Mann                                                                                          | Duisburger Straße 12, am Weg 53° 40′ 13″ N, 9° 59′ 43″ O | 1985                                     | Doris Waschk-Balz | Skulptur des Projektes Mensch und Natur, Bronze. Guss: Kunstgießerei Schmäke, Düsseldorf. Eigentümerin: SAGA | weitere Bilder  |
| Windenknospe der Ackerwinde                                                                             | Walter-Schmedemann-Straße 72, am Weg 53° 40′ 13″ N, 9° 59′ 59″ O | 1985                                     | Doris Waschk-Balz | Skulptur des Projektes Mensch und Natur, Bronze. Guss: Kunstgießerei Schmäke, Düsseldorf. Eigentümerin: SAGA | weitere Bilder  |
| Schachtelhalm                                                                                           | Walter-Schmedemann-Straße 66, am Weg 53° 40′ 11″ N, 9° 59′ 56″ O | 1985                                     | Doris Waschk-Balz | Skulptur des Projektes Mensch und Natur, Bronze. Guss: Kunstgießerei Schmäke, Düsseldorf. Eigentümerin: SAGA | weitere Bilder  |
| Apfel                                                                                                   | Walter-Schmedemann-Straße 56 53° 40′ 8″ N, 9° 59′ 57″ O | 1985                                     | Doris Waschk-Balz | Skulptur des Projektes Mensch und Natur, Bronze. Guss: Kunstgießerei Schmäke, Düsseldorf. Der Apfel befand sich bis August 2014 an der Walter-Schmedemann-Straße 70, dann wurde er versetzt. Eigentümerin: SAGA | weitere Bilder  |
| Farntrieb                                                                                               | Walter-Schmedemann-Straße 20, am Weg 53° 40′ 5″ N, 9° 59′ 58″ O | 1985                                     | Doris Waschk-Balz | Skulptur des Projektes Mensch und Natur, Bronze. Guss: Kunstgießerei Schmäke, Düsseldorf. Eigentümerin: SAGA | weitere Bilder  |
| Erbsenschote                                                                                            | Walter-Schmedemann-Straße 14, am Weg 53° 40′ 4″ N, 10° 0′ 0″ O | 1985                                     | Doris Waschk-Balz | Skulptur des Projektes Mensch und Natur, Bronze. Guss: Kunstgießerei Schmäke, Düsseldorf. Eigentümerin: SAGA | weitere Bilder  |
| Blatt                                                                                                   | Walter-Schmedemann-Straße 2, Platz hinterm Haus 53° 40′ 1″ N, 10° 0′ 2″ O | 1985                                     | Doris Waschk-Balz | Skulptur des Projektes Mensch und Natur, Bronze. Guss: Kunstgießerei Schmäke, Düsseldorf. Eigentümerin: SAGA | weitere Bilder  |
| Wegbegleitende Gestaltungsmerkmale                                                                      | Essener Straße 90, vor und hinter dem Durchgang, im Innenhof von Essener Straße und Dortmunder Straße (bis Nr. 46) 53° 40′ 26″ N, 9° 59′ 45″ O sowie im Innenhof der Walter-Schmedemann-Straße 56–84 53° 40′ 11″ N, 9° 59′ 56″ O | 1986                                     | Knud Knabe (* 1941) | Runde, konvexe Betonplatten. Eigentümerin: SAGA | weitere Bilder  |
| Sitzbank                                                                                                | Iserlohner Stieg 53° 40′ 20″ N, 9° 59′ 52″ O | 1986                                     | Knud Knabe (* 1941) | Eigentümerin: SAGA | weitere Bilder  |
| Sitzbank                                                                                                | Iserlohner Stieg, rechts neben dem ella Kulturhaus 53° 40′ 19″ N, 9° 59′ 49″ O | 1986                                     | Knud Knabe (* 1941) | Eigentümerin: SAGA | weiteres Bild   |
| Seeschlange (oder Drachen), bestehend aus fünf Teilen                                                   | Dortmunder Straße 22, bei dem Spielplatz 53° 40′ 15″ N, 9° 59′ 44″ O |                                          | | Sandstein. Eigentümerin: SAGA | weitere Bilder  |
| Seeschlange (oder Drachen), bestehend aus fünf Teilen                                                   | Dortmunder Straße 24, bei dem Spielplatz 53° 40′ 16″ N, 9° 59′ 44″ O |                                          | | Sandstein. Ein Teil liegt etwas abseits, hinter der Schlange. Eigentümerin: SAGA | weitere Bilder  |
| Gefiederte Schlange                                                                                     | Essener Straße 90–92c, Dortmunder Straße 46–56, Spielplatz auf der Rückseite der Häuser. Höhe Dortmunder Straße 46 53° 40′ 23″ N, 9° 59′ 48″ O                                                                                   | 2007                                     | Anne Ochmann (* 1962), mit Anwohnerkindern                                                                                      | Wasserspielskulptur, Beton mit Mosaik. Eigentümerin: SAGA. Die Skulptur ist im Rahmen des Kunstprojektes Auf die Plätze – fertig – Kunst entstanden, das 2007 mit dem Kulturpreis Hamburg-Nord der Bezirksversammlung Hamburg-Nord ausgezeichnet wurde. | weitere Bilder  |
| Platte Flunder                                                                                          | Essener Straße 90, auf dem Fußweg 53° 40′ 26″ N, 9° 59′ 45″ O | 2008                                     | Anne Ochmann (* 1962), mit Anwohnerkindern                                                                                      | Beton mit Mosaik. Eigentümerin: SAGA | weitere Bilder  |
| Posthornschnecke – Spitzhornschnecke                                                                    | Bergmannstraße 13 53° 40′ 21″ N, 9° 59′ 57″ O | 2010                                     | Anne Ochmann (* 1962), mit Anwohnerkindern                                                                                      | Zweiteilige Skulpturengruppe, Beton mit Mosaik. Eigentümerin: SAGA | weitere Bilder  |
| Wächterturm                                                                                             | Langenhorner Chaussee 493, gegenüber der Einmündung Neubergerweg, Fußweg zur Walter-Schmedemann-Straße 53° 40′ 7″ N, 10° 0′ 5″ O                                                                                                 | 2010                                     | Anne Ochmann (* 1962), mit Schulkindern                                                                                         | Keramik mit Beton. | weitere Bilder  |
| Wächterturm                                                                                             | Langenhorner Chaussee 481, links davor, Fußweg zur Walter-Schmedemann-Straße 53° 39′ 59″ N, 10° 0′ 5″ O | 2010                                     | Anne Ochmann (* 1962), mit Anwohnerkindern und älteren Anwohnern                                                                | Keramik mit Beton. | weitere Bilder  |
| Wächterturm                                                                                             | Walter-Schmedemann-Straße, zwischen 1 und 1a, am Fußweg durch den Park, gegenüber dem Fußweg zur Langenhorner Chaussee 53° 39′ 59″ N, 9° 59′ 58″ O                                                                               | 2010                                     | Anne Ochmann (* 1962), mit Anwohnerkindern und älteren Anwohnern                                                                | Keramik mit Beton. | weitere Bilder  |
| Wächterturm                                                                                             | Walter-Schmedemann-Straße 17, links davor, am Parkweg 53° 40′ 8″ N, 9° 59′ 55″ O | 2010                                     | Anne Ochmann (* 1962), mit Anwohnerkindern und älteren Anwohnern                                                                | Keramik mit Beton. | weitere Bilder  |
| Wächterturm                                                                                             | Parkweg zwischen Walter-Schmedemann-Straße (links neben Nr. 17) und Essener Straße 53° 40′ 8″ N, 9° 59′ 48″ O | 2010                                     | Anne Ochmann (* 1962), mit Anwohnerkindern und älteren Anwohnern                                                                | Keramik mit Beton. | weitere Bilder  |
| Wächterturm                                                                                             | Essener Straße, gegenüber von Nr. 21, am Parkweg 53° 40′ 9″ N, 9° 59′ 34″ O | 2010                                     | Anne Ochmann (* 1962), mit Anwohnerkindern und älteren Anwohnern                                                                | Keramik mit Beton. | weitere Bilder  |
| Wächterturm                                                                                             | Hamborner Stieg, dicht an der Duisburger Straße 53° 40′ 13″ N, 9° 59′ 47″ O | 2010                                     | Anne Ochmann (* 1962), mit Anwohnerkindern und älteren Anwohnern                                                                | Keramik mit Beton. | weitere Bilder  |
| Harlekin-Wasserspiel                                                                                    | Bochumer Weg, zwischen Dortmunder Straße und Duisburger Straße 53° 40′ 17″ N, 9° 59′ 46″ O | 2012                                     | Anne Ochmann (* 1962), mit Anwohnerkindern                                                                                      | Skulpturengruppe, 7 Bronzeskulpturen auf Granit. Wasserwege: Mosaik auf Beton. Einweihung: 2. Oktober 2012. Eigentümerin: SAGA | weitere Bilder  |
| Thronhaus                                                                                               | Walter-Schmedemann-Straße 72, Spielplatz 53° 40′ 13″ N, 9° 59′ 59″ O | 2014                                     | Anne Ochmann (* 1962), mit Anwohnerkindern                                                                                      | Beton mit Mosaik. Eigentümerin: SAGA | weitere Bilder  |
| Seifenblasen                                                                                            | Käkenflur 16h, an der Seitenwand des Hauses, vor dem Eingang des SAGA-Hauswartbüros Bergmannstraße 13, am Durchgang zum Käkenhof 53° 40′ 21″ N, 9° 59′ 57″ O                                                                     | 2005                                     | Sönke Nissen-Knaack (* 1952), sowie Julia Buchholz, Sina Stosch, Katharina Dalko und Rixa Gohde-Ahrens                          | Das Wandbild hing bis im Herbst 2016 an der Seitenwand des ella Kulturhauses, Käkenflur 30, Iserlohner Stieg. Eigentümerin: SAGA |                 |
| Fußball mit Spielfeldecke                                                                               | Käkenflur 16h, an der Seitenwandecke des Hauses, neben dem Stadtteilbüro, LEILA – Leben in Langenhorn e.V., am Durchgang von der Bergmannstraße zum Käkenhof 53° 40′ 20″ N, 9° 59′ 57″ O                                         |                                          | Anwohnerkinder mit Unterstützung (vermutlich)                                                                                   | Beton. Eigentümerin: SAGA | weitere Bilder  |
| Wegweiser Kindergarten                                                                                  | Walter-Schmedemann-Straße, zwischen 28 und 56 53° 40′ 8″ N, 9° 59′ 56″ O | 2007                                     | Mona Schewe-Buggea (* 1960), mit Kindern und Jugendlichen des Kita Dortmunder Straße und des Bauspielplatzes Essener Straße     | Bemalter Beton. Eigentümerin: SAGA. Die Skulptur ist im Rahmen des Kunstprojektes Auf die Plätze – fertig – Kunst entstanden, das 2007 mit dem Kulturpreis Hamburg-Nord der Bezirksversammlung Hamburg-Nord ausgezeichnet wurde. | weitere Bilder  |
| Wegweiser                                                                                               | Walter-Schmedemann-Straße, zwischen 28 und 56 53° 40′ 7″ N, 9° 59′ 56″ O | 2007                                     | Mona Schewe-Buggea (* 1960), mit Kindern und Jugendlichen des Kita Dortmunder Straße und des Bauspielplatzes Essener Straße     | Bemalter Beton. Eigentümerin: SAGA. Die Skulptur ist im Rahmen des Kunstprojektes Auf die Plätze – fertig – Kunst entstanden, das 2007 mit dem Kulturpreis Hamburg-Nord der Bezirksversammlung Hamburg-Nord ausgezeichnet wurde. | weitere Bilder  |
| Wegweiser Kindergarten                                                                                  | Käkenflur 18, am Durchgang vom Käkenhof zum Iserlohnerstieg und Käkenflur 53° 40′ 5″ N, 9° 59′ 57″ O | 2007                                     | Mona Schewe-Buggea (* 1960), mit Kindern und Jugendlichen des Kita Dortmunder Straße und des Bauspielplatzes Essener Straße     | Bemalter Beton. Eigentümerin: SAGA. Die Skulptur ist im Rahmen des Kunstprojektes Auf die Plätze – fertig – Kunst entstanden, das 2007 mit dem Kulturpreis Hamburg-Nord der Bezirksversammlung Hamburg-Nord ausgezeichnet wurde. | weitere Bilder  |
| Wegweiser Baui (Bauspielplatz)                                                                          | Käkenflur 18, am Durchgang vom Käkenhof zum Iserlohnerstieg und Käkenflur 53° 40′ 20″ N, 9° 59′ 57″ O | 2007                                     | Mona Schewe-Buggea (* 1960), mit Kindern und Jugendlichen des Kita Dortmunder Straße und des Bauspielplatzes Essener Straße     | Bemalter Beton. Eigentümerin: SAGA. Die Skulptur ist im Rahmen des Kunstprojektes Auf die Plätze – fertig – Kunst entstanden, das 2007 mit dem Kulturpreis Hamburg-Nord der Bezirksversammlung Hamburg-Nord ausgezeichnet wurde. | weitere Bilder  |
| Wegweiser Bauspielplatz, Spielhaus, Essener Straße                                                      | Ecke Bochumer Weg, Duisburger Straße und Käkenflur 53° 40′ 16″ N, 9° 59′ 48″ O | 2007                                     | Mona Schewe-Buggea (* 1960), mit Kindern und Jugendlichen des Kita Dortmunder Straße und des Bauspielplatzes Essener Straße     | Bemalter Beton. Eigentümerin: SAGA. Die Skulptur ist im Rahmen des Kunstprojektes Auf die Plätze – fertig – Kunst entstanden, das 2007 mit dem Kulturpreis Hamburg-Nord der Bezirksversammlung Hamburg-Nord ausgezeichnet wurde. | weitere Bilder  |
| Weitere 7 Plastiken als Wegweiser                                                                       | Quartier Essener Straße | 2007                                     | Mona Schewe-Buggea (* 1960), mit Kindern und Jugendlichen des Kita Dortmunder Straße und des Bauspielplatzes Essener Straße     | Bemalter Beton. Eigentümerin: SAGA. Die Skulpturen sind im Rahmen des Kunstprojektes Auf die Plätze – fertig – Kunst entstanden, das 2007 mit dem Kulturpreis Hamburg-Nord der Bezirksversammlung Hamburg-Nord ausgezeichnet wurde. |                 |
| Katze                                                                                                   | Heynemannstraße 5 53° 40′ 25″ N, 9° 59′ 52″ O | 1961                                     | Nanette Lehmann | Bronze. In der Grünanlage hinter den Häusern. Eigentümerin: Baugenossenschaft Fluwog-Nordmark eG | weitere Bilder  |
| Sokrates. Auch Environment, Sitzanlage und Objekt                                                       | Fritz-Schumacher-Allee 200, Gymnasium Heidberg 53° 40′ 14″ N, 10° 1′ 56″ O | 1976–1977                                | Thomas Darboven | Aluminium, Holz. Eigentümerin: Freie und Hansestadt Hamburg. Teile der schwarzen Beschichtungen, die Kontinente darstellen, fehlen inzwischen. | weitere Bilder  |
| Zwei Tänzerinnen                                                                                        | Tangstedter Landstraße 300, Stadtteilschule Am Heidberg 53° 40′ 16″ N, 10° 1′ 41″ O | 1957                                     | Hanno Edelmann | Sgraffito in 4 Putzschichten an der Außenwand der Sporthalle. 3,20 × 5 m. Eigentümerin: Freie und Hansestadt Hamburg | weitere Bilder  |
| Sgraffito mit Schmiedeeisen oder Wandrelief                                                             | Tangstedter Landstraße 300, Stadtteilschule Am Heidberg 53° 40′ 16″ N, 10° 1′ 40″ O | 1953                                     | Jürgen Hinrich Block (1904–2002)                                                                                                | Außen oder vielleicht auch in einem Gebäude. Eigentümerin: Freie und Hansestadt Hamburg |                 |
| Segelschiff, Wandmosaik                                                                                 | Stockflethweg 160, Schule Stockflethweg 53° 40′ 45″ N, 10° 1′ 9″ O |                                          | | Wandmosaik, stilisierter Einmaster, der an eine Kogge erinnert. Der Mann mit der Halskrause auf der Kogge soll möglicherweise den Kaufmann und Bürgermeister Daniel Stockfleth darstellen, nach dem 1948 der Stockflethweg benannt wurde. Zu seiner Zeit gab es allerdings keine Koggen mehr. Möglicherweise eine Schüler- und Lehrerarbeit. Eigentümerin: Freie und Hansestadt Hamburg |                 |
| Wolkenland                                                                                              | Meyer-Delius-Platz 1, Kindertagesheim Wolkenland 53° 40′ 10″ N, 10° 1′ 6″ O | 2013                                     | Analog 66 (Moon SixtySix und Bobby Analog 173)                                                                                  | Graffiti an der Außenfassade. Eigentümerin: Nadja Behnke | weitere Bilder  |
| Nächtliche Ansicht einer Stadt mit vor Anker liegenden Segelschiffen                                    | Samlandweg 81, Ecke Eekboomkoppel, Seitenwand der Gaststätte Higgins 53° 39′ 5″ N, 10° 0′ 7″ O | ca. um 2007–2009, vielleicht auch früher | Maibaum (†, männlich) | Wandgemälde. Durch den Austausch der Tür fehlt ein Stück. Der Hubschrauber auf dem Dach ist ein Robinson R22. |                 |
| 30 Mal Hoch, Frauenporträt                                                                              | Eberhofweg, nahe Ecke Reekamp, an der Betonmauer eines ehemaligen Spielplatzes. 53° 39′ 1″ N, 10° 0′ 41″ O |                                          | | Stencil-Graffito an der Betonmauer eines ehemaligen Spielplatzes. |                 |
| Wandmalerei NW Deutsche                                                                                 | Hasloher Kehre 26, an der Stirnseite des Hauses 53° 40′ 48″ N, 10° 1′ 59″ O |                                          | | Eigentümerin: SAGA (vorher Nordwestdeutsche Siedlungsgesellschaft) | weitere Bilder  |
| Logo der Stiftung Freundeskreis Ochsenzoll, Wandmalerei                                                 | Kesselflickerweg 13, an der Fassade vom Wohnhaus am Kesselflickerweg (WaK) der Stiftung Freundeskreis Ochsenzoll 53° 40′ 28″ N, 10° 0′ 44″ O                                                                                     | 2016 (erste Hälfte, oder 2015)           | | Ab dem 5. Mai 2008 trat die Stiftung mit diesem neuen Logo (eigentlich mehrfarbig) in Erscheinung. Die Eröffnungsfeier des Hauses (sowie zweier dortiger Häuser der Stiftung Das Rauhe Haus und eines Pavillon) fand am 27. Juni 2016 mit Bürgermeister Olaf Scholz (SPD) und weiteren Gästen statt. | weitere Bilder  |
| Wandrelief eines belaubten Baumes                                                                       | Torfstück 1, Seitenfassade am Krohnstieg (Höhe 110) 53° 38′ 54″ N, 9° 59′ 56″ O |                                          | | Verblendmauerwerk, Klinker | weitere Bilder  |
| Holzschild, Schnitzwerk                                                                                 | Krohnstieg 77 53° 38′ 55″ N, 10° 0′ 19″ O | 1957                                     | Lothar Jung | Oberteil in Kupfer eingefasst. In der ersten Hälfte 2018 entfernt, von Nicola Peterson (Schwiegertochter von Hans Peterson) restauriert und neu bemalt. Im Juni wieder aufgestellt. Inschrift in Niederdeutsch: „Hier lang geiht dat to Klempner Meister Peterson“ (Hier lang geht das zu Klempnermeister Peterson). Darunter das Wort „Gas“. Eigentümer: Klempnermeister Hans Peterson. Das Schild stand zuerst in der Straße St. Jürgens Holz 27, dann auf dem Gelände der Tankstelle Krohnstieg 71–75 und ab 1991 am jetzigen Standort. Der verstorbene Maler Lothar Jung hatte ein kleines Farben- und Tapetengeschäft am Krohnstieg 138, war aber auch künstlerisch aktiv. Ein unzufriedener Kunde, der gegen Peterson vor Gericht klagte und verlor, schlug einmal ein Beil in das Holz des Schildes, als es noch auf der Tankstelle stand. Die Kerbe ist inzwischen nicht mehr sichtbar.              |                 |
| An Baum gekettetes Armpaar, das einen Baum umarmt                                                       | Bärenhof (südliche Seite) Ecke Langenhorner Chaussee 53° 40′ 48″ N, 9° 59′ 59″ O | 2014, Dezember                           | Lukas Engelhardt (* 1988) | Beton und Metall. Eine Kunstaktion gegen Baumfällungen. Angeregt in Langenhorn aktiv zu werden, wurde der Künstler, der vorher mit Betonarmen nur in Hamburg-Uhlenhorst aktiv war, von dem Bezirksabgeordneten Nizar Müller (CDU). Ein weiteres Armpaar hängt (oder hing) ein Stück weiter südlich. |                 |
| Jesus Christus am Kreuz, Kruzifix                                                                       | Schmuggelstieg 22, an der Fassade des Gemeindehauses der Kirche St. Annen 53° 40′ 49″ N, 10° 0′ 0″ O |                                          | | Kruzifix, Holz, zum Teil weiß bemalt. Eigentümerin: Kirche St. Annen | weitere Bilder  |
| Gestaltung der vorderen Fensterfront, der Seitenfensterfront und des Glockenträgers links neben der Tür | Käkenflur 22b, Zachäus-Kirche 53° 40′ 19″ N, 9° 59′ 55″ O | 1973                                     | Hans Kock | Teilweise auch Innenausstattung. Die Kirche wurde von dem Architekten Friedhelm Grundmann und von Hans Kock entworfen, wobei Hans Kock für das Gestalterische zuständig war. | weitere Bilder  |
| Mahnmal, ehemaliges Kriegerdenkmal                                                                      | Langenhorner Chaussee 266, links neben der Ansgarkirche 53° 39′ 9″ N, 10° 0′ 28″ O | 1930                                     | Richard Kuöhl | Die Bronzeskulptur stand anfangs vor der Kirche. Die Inschrift des Podestes lautete „Ich hatt' einen Kameraden“ und war ein Zitat der ersten Strophe des Gedichts Der gute Kamerad von Ludwig Uhland. Auf dem Podest steht nun seit 1971 auf einem angebrachten Schild zu lesen „Vergib uns unsere Schuld wie auch wir vergeben unsern Schuldigern. Die Toten zweier Weltkriege mahnen: Wehret neuem Blutvergiessen.“ Der erste Satz der Inschrift ist ein Zitat aus dem christlichen Gebet mit dem Namen Vaterunser. Eigentümerin: Ansgarkirche | weitere Bilder  |

## Kunstachse
Am 20. September 2013 wurde im Rahmen der Verleihung des Deutschen Landschaftsarchitektur-Preises 2013 die Wohnumfeldverbesserung des Wohnquartiers Essener Straße von 2007 bis 2012 mit einer Würdigung des Sonderpreises Wohnumfeld 2013 ausgezeichnet. Von der Jury dabei hervorgehoben wurde die sogenannte „Kunstachse“. Die Kunstachse beinhaltet unter anderem, die in den Zeitraum in Zusammenarbeit mit Schul- und Anwohnerkindern, Jugendlichen sowie den Künstlerinnen Anne Ochmann und Mona Schewe-Buggea entstandenen und oben genannten Kunstwerke, die 2007 im Rahmen des Kunstprojektes Auf die Plätze – fertig – Kunst und danach entstanden. Das Projekt wurde unter anderem 2007 mit dem Kulturpreis Hamburg-Nord der Bezirksversammlung Hamburg-Nord ausgezeichnet. Die Skulpturen von Doris Waschk-Balz von 1985 sowie die zwei Sandsteinseeschlangen wurden ebenfalls in die Kunstachse mit einbezogen. Das erst 2014 entstandene Thronhaus von Anne Ochmann und Anwohnerkindern gehört ebenfalls dazu. Die auf dem Gebiet des Wohnquartiers befindlichen Kunstwerke von Knud Knabe von 1986, das umgehängte Wandbild Seifenblasen von 2005 und ein Fußball mit Spielecke aus Beton gehören möglicherweise auch zur Kunstachse, wurden aber diesbezüglich nicht erwähnt. Auch die Skulptur Katze von Nanette Lehman aus dem Jahre 1961 steht im Wohnquartier Essener Straße und wurde nicht erwähnt. Sie befindet sich nicht wie die anderen Skulpturen auf dem Gelände der SAGA Unternehmensgruppe, sondern auf ein Gelände der Baugenossenschaft Fluwog-Nordmark eG. Ob sie zur Kunstachse gehört, ist fraglich.

## Denkmäler und anderes im öffentlichen Raum
| Titel (kursiv) oder Beschreibung                                           | Standort | Datierung                 | Künstler oder Firma | Anmerkungen | Bild                 |
| -------------------------------------------------------------------------- | --- | ------------------------- | --- | --- | -------------------- |
| Gedenkstein der Langenhorner Spielervereinigung von 1910 e.V.              | Langenhorner Chaussee 118a, am Aufgang zum Sportplatz der Fußballanlage Siemershöh des SC Alstertal Langenhorn e.V. 53° 38′ 34″ N, 10° 0′ 49″ O       | 1918, circa               | H. Böhme (Hersteller der Metallplatte) | Der Gedenkstein stand vorher am Sportplatz am Höpen. Inschrift: „Treue um Treue unseren im Weltkrieg 1914–1918 gefallenen Sportkameraden zum Gedächtnis“. Namen auf der Tafel: Gustav Anker, Adolf Biehl, Andreas Brakemeier, Hans Braun, Albert Cords, Emil Cordt, Hermann Ehlers, Heinrich Fuhrmann, Paul Fuhrmann, Georg Helgemeier, Otto Kirchmann, August Kittelberger, Ernst Knobbe, Eduard Korff, Albrecht Nissen, Paul Pöthe, Bruno Schaub, Rudolf Schlüter, Adolf Schoknecht, Walter Schwarz, Bruno Sievers, Hans Sievers, Willi Tödt und Hermann Wulf. | weiteres Bild        |
| Zwangsarbeiter-Gedenkstele                                                 | Neben Langenhorner Chaussee 625, am Weg links neben dem Busbahnhof am U-Bahnhof Ochsenzoll 53° 40′ 38″ N, 10° 0′ 1″ O                                 | 2008                      | Schlosser Babalski der Firma Müller & Fehrmann GmbH, Wandsbeker Zollstraße 147–151, Hamburg-Wandsbek                                                               | Metall. Mehrseitig beschriftete Gedenkstele, die an die Zwangsarbeiter der Hanseatischen Kettenwerke erinnert. Angeregt zu der Stele hatte der damalige kommissarische Ortsamtleiter (2006–2007) Karl-Heinz Dittmann (1948–2013) des Ortsamtes Fuhlsbüttel. Der Entwurf stammt von René Senenko von der Willi-Bredel-Gesellschaft, auf deren Initiative und der des Bezirksamt Hamburg-Nord sie aufgestellt wurde. Die Texte stammen von dem Journalisten und Wirtschaftshistoriker Karl Heinrich Biehl (†). Sie wurde finanziert von der IVG Immobilien und am 21. Februar 2008 am Essener Bogen im Businesspark Essener Straße eingeweiht. Da die Stele 2018 zerkratzt und beschmiert war und zwei der drei Ringschrauben, die jeweils an einer Seite zur Befestigung für Blumen angebracht waren, fehlten, startete die Willi-Bredel-Gesellschaft am 1. September 2018 einen Spendenaufruf und ließ die Stele ab April 2019 von der Norderstedter Schlosserfirma Pofahl schleifen und polieren. Mit neuen Ringschrauben wurde sie am 14. Juni neu enthüllt. Der Historiker, ehemalige Bezirksamtsleiter und Polizeipräsident Wolfgang Kopitzsch hielt vorher eine Gedenkrede. Zusätzlich wurde auch ein Informationsblattspender aus Metall aufgestellt, dessen Plastikeinsatz jedoch schon zwei Tage nach der Aufstellung, noch vor der Enthüllung, beschädigt war. Juni 2020 wurde die Stele auf einer Grünfläche rechts neben dem Gebäude Langenhorner Chaussee 625, am Weg links neben dem Busbahnhof beim U-Bahnhof Ochsenzoll, umgesetzt und am 9. Juni 2020 feierlich enthüllt und übergeben. | weitere Bilder       |
| Gedenkstätte KZ-Außenlager Hamburg-Langenhorn                              | Essener Straße 54 53° 40′ 20″ N, 9° 59′ 32″ O | 1988                      | | Gedenkstein und Tafel, die an das KZ-Außenlager Hamburg-Langenhorn erinnern. Der Gedenkstein wurde am 1. September 1988 dort hingesetzt. Die Tafel kam im Rahmen des Tafelprogramms der Kulturbehörde noch im selben Jahr dazu. Am 27. Juni 2018 wurden dort zudem 50 Stolpersteine gesetzt, die namentlich an 49 zu Tode gekommene Säuglinge von Zwangsarbeiterfrauen erinnern. Die Stolpersteine sind in der Liste der Stolpersteine in Hamburg-Langenhorn aufgeführt. Am 15. März 2019 wurde die Holzbank durch eine Steinbank, die die Kirchengemeinde St. Jürgen-Zachäus finanzierte, ausgetauscht. | weitere Bilder       |
| Gedenktafel zum Gedenken an Euthanasie-Opfer                               | Henny-Schütz-Allee, vor dem Walter-Behrmann-Haus, Haus 25 (vorher Haus 42) der Asklepios Klinik Nord, Standort Ochsenzoll 53° 40′ 20″ N, 10° 0′ 23″ O | 2009                      | | Gedenktafel zum Gedenken an Euthanasie-Opfer des Krankenhauses. Enthüllt am 8. Mai 2009. Am 25. Oktober 2017 wurden davor im Gehweg 25 Stolpersteine gesetzt, die namentlich an 24 Kinder erinnern, die der Kinderfachabteilung zum Opfer fielen. Die Stolpersteine sind in der Liste der Stolpersteine in Hamburg-Langenhorn aufgeführt. Am 2. Mai 2018 wurden zudem 3 Gedenkstelen zum Gedenken an Euthanasie-Opfer dort eingeweiht. |                      |
| Euthanesie-Gedenkort mit drei Glasgedenkstelen und einem elliptischen Beet | Henny-Schütz-Allee, vor dem Walter-Behrmann-Haus, Haus 25 (vorher Haus 42) der Asklepios Klinik Nord, Standort Ochsenzoll 53° 40′ 20″ N, 10° 0′ 23″ O | 2018                      | Architekturbüro der Architekten Petra Zymara und Axel Philipp Loitzenbauer, Hannover (Entwurf und Planung der Freiflächen sowie Entwurf und Layout der Glasstelen) | 3 Glasgedenkstelen mit innenliegend bedruckter, teils opaker, teils transluzenter Folie zum Gedenken an Euthanasie-Opfer des Krankenhauses. Um die Gedenktafel von 2009 und einer jungen Blutbuche wurde ein elliptisches weißblühendes Lavendel-Beet angelegt, das in einem Band aus Cortenstahl eingefasst ist. Das elliptische Beet mit Stein und Baum soll für das zarte, bedrohte, schützenswerte, widersprüchliche, geheimnis- und wertvolle Leben des Menschen stehen. Die Ellipse ist nach Ernst Cassirer ein Symbol menschlicher Freiheit im Kosmos. In christlicher Tradition symbolisiert sie mit ihren beiden Brennpunkten die Dualität der Schöpfung, wie Dunkelheit und Licht, Schuld und Erlösung sowie Tod und Leben. Bauherren: Senatskanzlei der Freien und Hansestadt Hamburg und die Asklepios Kliniken Hamburg GmbH. Eingeweiht am 2. Mai 2018. | weitere Bilder       |
| Gedenktafel zum Gedenken an John Rittmeister                               | Fassade im Eingangsbereich von Haus 5 der Asklepios Klinik Nord, Standort Ochsenzoll 53° 40′ 24″ N, 10° 0′ 23″ O                                      | 1993                      | | Die Gedenktafel aus Metall befand sich vorher an der Fassade des abgerissenen Haus 17. Ein Teil des abgerissenen Hauses wurde 1993 in John-Rittmeister-Haus umbenannt. |                      |
| Langenhorner Wappenstein                                                   | Langenhorner Chaussee 155, bei der Friedenseiche, gegenüber der Einmündung zur Tangstedter Landstraße 53° 38′ 45″ N, 10° 0′ 45″ O                     | 2013                      | Hans Joachim Keibel, Bildhauer des Steinmetzbetriebes Westphely und Malota, Alsterdorfer Straße 536–538, Hamburg-Ohlsdorf                                          | Am 9. August 2013 wurde der Wappenstein anlässlich der Jubiläumsfeier, zu der einhundertjährigen Zugehörigkeit Langenhorns zu Hamburg als Stadtteil, enthüllt. Das Wappen wurde auf Anregung des Langenhorner Archivars Erwin Möller von den Grafiker Günter Brede entworfen und im Februar 2002 behördlich genehmigt. (Günter Brede entwarf auch die Wappen der Freiwilligen Feuerwehr Langenhorn (2004) und von Hamburg-Schnelsen (2010).) Eigentümer: Langenhorner Bürger- und Heimatverein e.V. |                      |
| Gedenkstein des Freiwilligen Arbeitsdienstes                               | Am Raakmoorgraben, Hummelsbüttler Seite, wo der Hummelsbütteler Moorgraben in den Raakmoorgraben mündet 53° 39′ 27″ N, 10° 2′ 11″ O                   | 1934                      | | 1934 wurde der Raakmoorgraben auf der Grenze zu Hummelsbüttel im Raakmoor als eine vom Hamburger Senat initiierte Arbeitsbeschaffungsmaßnahme durch den Freiwilligen Arbeitsdienst (FAD) ausgehoben. (Der Raakmoorstausee wurde 1943 angelegt.) Der Stein wurde als Erinnerung an die Arbeiten 1934 aufgestellt. Auf dem Stein soll sich über den Buchstaben „FAD“ ein Hakenkreuz befunden haben, das nach dem Zweiten Weltkrieg abgestemmt worden sein soll. Unter den Buchstaben befinden sich runenartige Zeichen und das Datum „20 IV 1934“ (unter anderem Adolf Hitlers 45. Geburtstag). Der Stein war eine Zeit lang halb oder ganz im Boden versunken oder vergraben, wurde dann Jahre vor 2007 wieder ausgebuddelt und an der heutigen Stelle neu aufgestellt. |                      |
| Gedenkstein 50 Jahre Ostdeutsche Bauernsiedlung                            | Wilstedter Weg, neben Nr. 25 53° 40′ 49″ N, 10° 1′ 34″ O                                                                                              | 2005                      | | Links über der Inschrift wurde das Logo der Landsmannschaft Ostpreußen eingearbeitet. Es zeigt eine Elchschaufel in einem Wappenschild. In den 119 Häusern der Ostdeutschen Bauernsiedlung Langenhorn e. V. wohnten nicht nur Familien aus Ostpreußen (inklusive des Memellandes), sondern auch aus Schlesien, Westpreußen (inklusive Danzig), Pommern, Brandenburg, Mecklenburg, Sachsen, Thüringen, Siebenbürgen, dem Baltikum und dem Banat. Die Siedlung wurde von der Nordwestdeutschen Siedlungsgesellschaft gebaut. Der Stein wurde im September 2005 anlässlich der Fünfzigjahrfeier aufgestellt. |                      |
| Markierungsstein des 10. Längengrades (Meridian) östlicher Länge (10° Ost) | Grellkamp, am Weg durch den Park am Grellkamp 53° 39′ 14″ N, 9° 59′ 56″ O                                                                             | 2006                      | Johannes Wendt, Alsterdorfer Straße 540, Hamburg-Ohlsdorf | Granit. Der Stein wurde auf Anregung des Langenhorner Archivars Erwin Möller für den Langenhorner Bürger- und Heimatverein e.V. hergestellt und dort aufgestellt. Eigentümer: Langenhorner Bürger- und Heimatverein e.V. | weitere Markierungen |
| Markierung des 10. Längengrades (Meridian) östlicher Länge (10° Ost)       | Käkenhof 53° 40′ 20″ N, 10° 0′ 0″ O | 2015                      | | Granitplatten mit zwei Tafeln. Eigentümerin: SAGA | weitere Bilder       |
| Markierung des 10. Längengrades (Meridian) östlicher Länge (10° Ost)       | Jugendparkweg, hinter dem Gelände der Schule Krohnstieg am Krohnstieg 107 53° 38′ 46″ N, 10° 0′ 1″ O                                                  |                           | | Unscheinbare, kleine Markierung des 10. Längengrades Ost aus Metall im Asphalt. Ca. 1 cm Durchmesser. | weitere Markierungen |
| Schildkröte, Spielskulptur                                                 | Theodor-Fahr-Straße 32–34 53° 40′ 0″ N, 10° 0′ 26″ O                                                                                                  | ? (heute noch erhältlich) | Möglicherweise von der Rathschlag GmbH, Löhnberger Hütte 1, Löhnberg, die gleiche Skulpturen heute noch vertreibt.                                                 | Gefärbter Beton, sandgestrahlt. Oben zwei eingelassene Gewindehülsen. Am Spielplatz, am Ende des Hauses. Eigentümerin: Schiffszimmerer-Genossenschaft | weitere Bilder       |
| 4 Kühe, Spielskulpturen                                                    | Tangstedter Landstraße 15, Franz-Röttel-Park 53° 38′ 51″ N, 10° 0′ 52″ O                                                                              | 2011                      | SIK-Holzgestaltungs GmbH, Langenlipsdorf 54a, Niedergörsdorf | Unikate aus bemaltem Robinienholz. 2018 oder Anfang 2019 restauriert und neu bemalt. Eigentümerin: Freie und Hansestadt Hamburg | weiteres Bild        |

## Kunstwerke und Gedenktafeln in Gebäuden
| Titel (kursiv) oder Beschreibung | Standort | Datierung | Künstler                                  | Anmerkungen | Bild               |
| --- | --- | --- | ----------------------------------------- | --- | ------------------ |
| Glas- und Keramikmosaik | Kiwittsmoor, U-Bahnhof Kiwittsmoor, im Bahnhofsgebäude 53° 40′ 30″ N, 10° 0′ 58″ O                                                                                                  | 1960 | Annette Caspar                            | Über dem Treppenaufgang. Eigentümerin: Freie und Hansestadt Hamburg | Hinweisschild dazu |
| Pferdeführer | Timmerloh 27–29, Fritz-Schumacher-Schule 53° 39′ 23″ N, 10° 1′ 21″ O | 1930 | Otto Thämer                               | Das Fresko hing im Gymnastiksaal. Nach der Abnahme des Freskos hängt es heute umrahmt am Treppenaufgang im Westflügel. Eigentümerin: Freie und Hansestadt Hamburg | weitere Bilder     |
| Balkenträger (auch Bauarbeiter) | Timmerloh 27–29, Fritz-Schumacher-Schule 53° 39′ 23″ N, 10° 1′ 21″ O | 1932 | Jan Laß                                   | Kachelwandbild, bemalte Kacheln, im Westflügel des Gebäudes. Am 8. Mai 1932 wurde das Bild eingeweiht. Eigentümerin: Freie und Hansestadt Hamburg |                    |
| Landgewinnung | Timmerloh 27–29, Fritz-Schumacher-Schule 53° 39′ 23″ N, 10° 1′ 21″ O | 1936 | Eduard Bargheer                           | Fresko am Treppenaufgang im Ostflügel. 1936 erhielt Bargheer von der Erdwin-Amsinck-Stiftung eine einmalige Beihilfe zur Schaffung des Freskos. 1956 wurde das Fresko von ihm selbst und Ehrich Thurlach (1902–1996) restauriert sowie 2003 vom Restauratorenteam Böddeker & Schlichting, auf Veranlassung des Denkmalschutzamt Hamburg. Eigentümerin: Freie und Hansestadt Hamburg |                    |
| Mehrere grüne Keramikbrunnen mit jeweils einem anderen Tier, das auf einem Podest steht, wie zum Beispiel einen Bären oder einen Pelikan, der einen Fisch im Schnabel hält. | Timmerloh 27–29, Fritz-Schumacher-Schule 53° 39′ 23″ N, 10° 1′ 21″ O | 1930 oder 1931 | Richard Kuöhl                             | Eigentümerin: Freie und Hansestadt Hamburg |                    |
| Porträt Fritz Schumacher | Timmerloh 27–29, Fritz-Schumacher-Schule 53° 39′ 23″ N, 10° 1′ 21″ O | 1944 | Friedrich Ahlers-Hestermann               | Ölgemälde. Im Winter 1944 wurde das Porträt mit anderen Gemälden aus Hamburgischem Besitz in dem Flakturmbunker an der Feldstraße in Sicherheit gebracht, weil dieser als ziemlich sicher galt. Am 12. März 1946 wurde der Flakturm geräumt und die Bilder wieder zurückgeführt. Eigentümerin: Freie und Hansestadt Hamburg |                    |
| Zweiteilige Wandarbeit | Stockflethweg 160, Schule Stockflethweg 53° 40′ 45″ N, 10° 1′ 12″ O | 1957 | Herbert Spangenberg                       | Zweiteilige Wandarbeit im Treppenhaus des Kreuzbaus. Eigentümerin: Freie und Hansestadt Hamburg |                    |
| Zwei Sgraffiti | Neubergerweg 2, Schule Neubergerweg 53° 40′ 4″ N, 10° 0′ 18″ O | 1957 | Otto Thämer                               | Zwei Sgraffiti an der östlichen Innenwand der Turnhalle. Eigentümerin: Freie und Hansestadt Hamburg |                    |
| Wandschmuck, dreiteilig | Neubergerweg 2, Schule Neubergerweg 53° 40′ 1″ N, 10° 0′ 13″ O | 1959 | Johannes Ufer                             | Wandschmuck, dreiteilig im Treppenhaus des Kreuzbaus. Eigentümerin: Freie und Hansestadt Hamburg |                    |
| Wandgestaltung, zweiteilig | Eberhofweg 63, Schule Ebehofweg 53° 39′ 3″ N, 10° 0′ 48″ O | 1960 |                                           | Zweiteilige Wandgestaltung im Treppenhaus des Kreuzbaus. Möglicherweise von Johannes Ufer oder Herbert Spangenberg. Eigentümerin: Freie und Hansestadt Hamburg |                    |
| Wandgestaltung | Wördenmoorweg 78, Polizeikommissariat 34 53° 39′ 16″ N, 10° 1′ 7″ O | 1977 | Maria Pirwitz                             | Wandgestaltung im Eingangsbereich. Eigentümerin: Freie und Hansestadt Hamburg |                    |
| Porträt Heinrich von Zütphen | Tangstedter Landstraße 220, Broder Hinrick-Kirche 53° 39′ 47″ N, 10° 1′ 24″ O | |                                           | Spätkopie nach dem Originalgemälde aus dem 16. Jahrhundert des Dithmarscher Landesmuseums in Meldorf. (Zwei weitere Spätkopien hängen in der St. Ansgarii-Kirche in Bremen und bei der Kirchengemeinde Heide, Markt 27 in Heide.) Eigentümerin: Broder Hinrick-Kirche |                    |
| Schwarz-Weiß-Reproduktionen in Originalgröße des abgelehnten Altar-Triptychons der Ansgarkirche                                                                             | Langenhorner Chaussee 266, an der Orgelempore der Ansgarkirche 53° 39′ 9″ N, 10° 0′ 30″ O                                                                                           | 2000, circa (Reproduktionen der Ansgarkirche, nach Fotos, die die Ehefrau des damaligen Chefs des Archivs der Hamburger Kunsthalle schwarz-weiß ablichtete.) | Anita Rée (Originale)                     | Im Februar 1931 bekam Anita Rée, nachdem sie zweimal Entwürfe abgeliefert hatte, den Auftrag zur Erstellung des Altar-Triptychons für die Ansgarkirche. Thema war die Passion Christi, bestehend aus dem Einzug in Jerusalem, Abendmahl, der Verhaftung in Gethsemane (auch Judaskuss) sowie dem Gleichnis von den klugen und den törichten Jungfrauen. Schon Ende 1930 erhielt die Hamburgische Landeskirche eine schriftliche Anfrage der nationalsozialistische Zeitung Hamburger Tageblatt, ob es stimme, dass die Jüdin Anita Rée mit der Ausgestaltung des Altars der evangelischen Kirche in Langenhorn beauftragt sei: „Als Nationalsozialisten können wir nicht verstehen, wie die Ausschmückung dieser evangelischen Kirche an eine Jüdin vergeben werden kann.“ Die evangelisch getaufte Anita Rée erhielt trotzdem den Auftrag. Der Kirchenvorstand der St.-Lukas-Kirchengemeinde, zu der die Ansgarkirche bis 1935 gehörte, lehnte jedoch später die fertigen Bilder ab, die ein Geschenk des Kirchenrates der Hamburgischen Landeskirche waren. Die Gemeinde bekam die Bilder nicht zu sehen. Die Hamburgischen Landeskirche schenkte daraufhin das Retabel der Hauptkirche St. Nikolai, die es am 23. März 1933 dankend annahm. Da sie es jedoch nicht im Kirchenraum aufzustellen wagte, wurde es vermutlich auf dem Dachboden eingelagert. Carl Georg Heise versuchte den Altar zu retten, konnte jedoch den von der Nikolaikirche geforderten Preis von 6.000 RM nicht aufbringen. Am 25. oder 28. Juli 1943 wurde das Kirchenschiff bei der Operation Gomorrha von Fliegerbomben getroffen. Das Dach wurde zerstört und stürzte ein. Die Kirche brannte komplett aus. Wenn, wie vermutet wird, das Retabel auf den Dachboden lagerte, wird es nicht mehr existent sein. | weitere Bilder     |
| Einzug in Jerusalem, Entwurf zu einem Teil des abgelehnten Altar-Triptychons der Ansgarkirche                                                                               | Langenhorner Chaussee 266, Ansgarkirche 53° 39′ 9″ N, 10° 0′ 30″ O | 1930 | Anita Rée                                 | Auf der Ausstellung Anita Rée – Retrospektive von Oktober 2017 bis Februar 2018 in der Hamburger Kunsthalle wurden auch die zwei Altarbildentwürfe Einzug in Jerusalem und Verhaftung in Gethsemane (auch Judaskuss) des abgelehnten Altar-Triptychons der Ansgarkirche gezeigt, die Teil der Sammlung der Kunsthistorikerin Maike Bruhns waren. Nach der Kontaktaufnahme zu Maike Bruhns und deren darauffolgenden Besuch in der Ansgarkirche entschloss sich im Mai der Kirchengemeinderat, diese zu kaufen und startete einen Spendenaufruf, der dazu führte, dass die Sütterlinstube Hamburg eines der Entwürfe stiftete und auch der zweite Entwurf erworben werden konnte. Am 15. September 2018 wurden die Entwürfe im Rahmen der Veranstaltung Nacht der Kirchen in der Ansgarkirche präsentiert. | weitere Bilder     |
| Verhaftung in Gethsemane (auch Judaskuss), Entwurf zu einem Teil des abgelehnten Altar-Triptychons der Ansgarkirche                                                         | Langenhorner Chaussee 266, Ansgarkirche 53° 39′ 9″ N, 10° 0′ 30″ O | 1930 | Anita Rée                                 | Auf der Ausstellung Anita Rée – Retrospektive von Oktober 2017 bis Februar 2018 in der Hamburger Kunsthalle wurden auch die zwei Altarbildentwürfe Einzug in Jerusalem und Verhaftung in Gethsemane (auch Judaskuss) des abgelehnten Altar-Triptychons der Ansgarkirche gezeigt, die Teil der Sammlung der Kunsthistorikerin Maike Bruhns waren. Nach der Kontaktaufnahme zu Maike Bruhns und deren darauffolgenden Besuch in der Ansgarkirche entschloss sich im Mai der Kirchengemeinderat, diese zu kaufen und startete einen Spendenaufruf, der dazu führte, dass die Sütterlinstube Hamburg eines der Entwürfe stiftete und auch der zweite Entwurf erworben werden konnte. Am 15. September 2018 wurden die Entwürfe im Rahmen der Veranstaltung Nacht der Kirchen in der Ansgarkirche präsentiert. | weitere Bilder     |
| Ansgar verlässt das brennende Hamburg | Wördenmoorweg 22, Gemeindehaus der Ansgarkirche 53° 39′ 11″ N, 10° 0′ 31″ O | 1965 | HAP Grieshaber                            | Holzschnitt, ca. 3 × 1,20 m, im Gemeindesaal des Gemeindehauses. (Der Druckstock des Holzschnittes hing jahrelang im Aufgang vom 12. zum 13. Stock des Philosophenturmes der Universität Hamburg und hängt nun links neben der Kanzel in der Hauptkirche St. Nikolai.) Eigentümerin: Ansgarkirche |                    |
| Jesus Christus am Kreuz | Willersweg 31, Eirene-Kirche 53° 38′ 54″ N, 10° 1′ 14″ O | | Walter W. Franke (vielleicht nur Entwurf) | Gewebtes Bild, das über eine Holzplatte gespannt wurde und an der nicht sichtbaren Rückseite befestigt wurde. Es hängt an der Wand hinter dem freistehenden Altar in der Eirene-Kirche. 2016 wurde es gereinigt. Eigentümerin: Eirene-Kirche (Walter W. Franke, der seine Werkstatt in einem kleinen Laden an der Tangstedter Landstraße 108 hatte, fertigte unter anderem auch jahrelang Das Goldene Lenkrad) |                    |
| Wandbehang in der Kirche neben dem Fenster (Psalm 150) | Willersweg 31, Eirene-Kirche 53° 38′ 54″ N, 10° 1′ 14″ O | | Eira Ahola (1910–1982)                    | Eigentümerin: Eirene-Kirche |                    |
| Wandbehang im Kaminzimmer | Willersweg 31, Eirene-Kirche 53° 38′ 54″ N, 10° 1′ 14″ O | | Eira Ahola (1910–1982)                    | Eigentümerin: Eirene-Kirche |                    |
| Weihnachtskrippe, Figurengruppe | Käkenflur 22b, Zachäus-Kirche, Gemeindesaal 53° 40′ 19″ N, 9° 59′ 55″ O | vor 1984 | Schnitzer aus dem Erzgebirge              | Geschnitzte Figurengruppe aus hellem Holz, die der damalige DDR-Staatschef Erich Honecker dem Langenhorner und damaligen Bundeskanzler Helmut Schmidt sowie dessen Frau Loki Schmidt 1983 zu Weihnachten als Geschenk schickte. Diese schenkten wiederum die Figurengruppe zum Advent 1984 der Zachäus-Kirche. |                    |
| Landschaft mit Kirche, Bäumen, Segelbooten, Fischen und Möwen. Keramikmosaik                                                                                                | Tangstedter Landstraße 6, Sitzungssaal des Bezirksamt Hamburg-Nord 53° 38′ 47″ N, 10° 0′ 49″ O                                                                                      | 1971 | Tom Hops                                  | Das Mosaik befand sich bis Anfang Januar 2017 an der Wand des ehemaligen Ortsamtes in Hamburg-Fuhlsbüttel in der Hummelsbütteler Landstraße 46. Dann wurde es dort entfernt und an einer Wand des Sitzungssaals des Bezirksamt Hamburg-Nord in der Tangstedter Landstraße 6 wieder angebracht. Eigentümerin: Peter Ahrens Bauunternehmen GmbH |                    |
| Landkarte mit Wasserrohrverlauf und der Lage von 5 Brunnen | Tweeltenbek 12, Wasserwerk 53° 40′ 42″ N, 10° 0′ 52″ O | 1951 | Nanette Lehmann                           | Keramikarbeit in der Eingangshalle des Wasserwerks. Eigentümer: Hamburger Wasserwerke |                    |
| Wasserversorgung im alten Langenhorn | Tweeltenbek 12, Wasserwerk 53° 40′ 42″ N, 10° 0′ 52″ O | 1951 | Ulrich Olaf Deimel                        | Sgraffito in der Schaltzentrale des Wasserwerks. Abgebildet sind drei stehende Frauen mit Krügen und ein sitzender Mann an einem Ziehbrunnen. Darüber ein Hamburger Wappen und der Titel des Bildes als Schriftzug. Rechts neben der Personengruppe ist eine alte Langenhorner Karte abgebildet mit der Lage der ehemaligen Dorfbrunnen, nach denen Deimel in alten Akten recherchiert hatte. Eigentümer: Hamburger Wasserwerke |                    |
| Im „La Mie“ | Foorthkamp 65, Brasserie Lautrec 53° 39′ 40″ N, 10° 0′ 57″ O | 2000 | Fritz Gerstandt (* 1961)                  | Wandbild, frei nach dem Gemälde À La Mie, bzw. At the Café La Mie (ca. 1891, Museum of Fine Arts, Boston) von Henri de Toulouse-Lautrec, das nach einem Foto seines Freundes und Fotografen Paul Sescau (1858–1926) aus dem Jahre 1891 gemalt wurde. Modelle für das Foto waren eine bisher unidentifizierte Frau sowie sein Freund der Fotograf und Handelsvertreter für Moët & Chandon Maurice Guibert (1856–1913). Verwendete Farben: Gut deckende, weiße Wandfarbe und Abtönfarben. Nach dem Trocknen der Farben des Bildes wurde mit einer Lammfellrolle eine abwaschbare Schutzschicht aufgetragen, die den Farben mehr Brillanz verleiht. Hierfür wurde Capaplex von Caparol benutzt, das etwa 1 zu 1 mit Wasser verdünnt wurde. Eigentümer: Jacques Salsedo |                    |
| Im Café: Der Gast und die blasse Kassiererin | Foorthkamp 65, Brasserie Lautrec 53° 39′ 40″ N, 10° 0′ 57″ O | 2000 | Fritz Gerstandt (* 1961)                  | Wandbild, frei nach dem Gemälde Au Café: Le consommateur et la caissière chlorotique (1898, Kunsthaus Zürich) von Henri de Toulouse-Lautrec. Verwendete Farben: Gut deckende, weiße Wandfarbe und Abtönfarben. Nach dem Trocknen der Farben des Bildes wurde mit einer Lammfellrolle eine abwaschbare Schutzschicht aufgetragen, die den Farben mehr Brillanz verleiht. Hierfür wurde Capaplex von Caparol benutzt, das etwa 1 zu 1 mit Wasser verdünnt wurde. Eigentümer: Jacques Salsedo |                    |
| Yvette Guilbert grüßt das Publikum | Foorthkamp 65, Brasserie Lautrec 53° 39′ 40″ N, 10° 0′ 57″ O | 2000 | Fritz Gerstandt (* 1961)                  | Wandbild, frei nach dem Gemälde Yvette Guilbert saluant le public (1894, Musée Toulouse-Lautrec, Albi) von Henri de Toulouse-Lautrec. Verwendete Farben: Gut deckende, weiße Wandfarbe und Abtönfarben. Nach dem Trocknen der Farben des Bildes wurde mit einer Lammfellrolle eine abwaschbare Schutzschicht aufgetragen, die den Farben mehr Brillanz verleiht. Hierfür wurde Capaplex von Caparol benutzt, das etwa 1 zu 1 mit Wasser verdünnt wurde. Eigentümer: Jacques Salsedo |                    |
| Wandbild einer zusammengestellten Szenerie | Foorthkamp 65, Brasserie Lautrec 53° 39′ 40″ N, 10° 0′ 57″ O | 2000 | Fritz Gerstandt (* 1961)                  | Wandbild. Zusammengestellte Szenerie, „ganz frei“ nach Motiven von Henri de Toulouse-Lautrec, sodass nur noch leichte Ähnlichkeiten zu den Motiven bestehen. Motive von links nach rechts: Im „Moulin Rouge“ (Au Moulin Rouge, bzw. At the Moulin Rouge, 1892–1895, Art Institute of Chicago), Moulin de la Galette (1889, Art Institute of Chicago) und Im Moulin Rouge: Der Tanz (Au Moulin-Rouge: La Dans, bzw. At the Moulin Rouge: The Dance, 1890, Philadelphia Museum of Art). Verwendete Farben: Gut deckende, weiße Wandfarbe und Abtönfarben. Nach dem Trocknen der Farben des Bildes wurde mit einer Lammfellrolle eine abwaschbare Schutzschicht aufgetragen, die den Farben mehr Brillanz verleiht. Hierfür wurde Capaplex von Caparol benutzt, das etwa 1 zu 1 mit Wasser verdünnt wurde. Eigentümer: Jacques Salsedo | weitere Bilder     |
| Wandmalerei im Pool-Raum | Flughafenstraße 47, Courtyard Hamburg Airport Hotel 53° 38′ 25″ N, 10° 0′ 44″ O | Zwischen 1986 und 2001 |                                           | 1986 wurde ein um 1850 gebautes Hotel- und Restaurantgebäude (ursprünglich Altenteilerhaus der Langenhorner Vogtshufe (Hufe IV)) abgerissen und gleich danach auf dem Gelände das Airport Hotel Hamburg im Landhausstil gebaut und am 4. April 1987 eröffnet. Zwischen der Erbauung und 2001 muss die Wandmalerei entstanden sein. Ursprünglich bestand die Wandmalerei, die den Pool an drei Seiten umgab, aus mehreren Teilen. 2005 wurde das Hotel von dem Unternehmen Marriott International erworben und als Hotel der Hotelkette Courtyard by Marriott eröffnet. 2015 wurde der Pool-Raum des Vier-Sterne-Superior-Hotels umgebaut, sodass seitdem nur noch ein Teil der ursprünglichen Wandmalerei an einer Seite des Pools vorhanden ist. |                    |
| Gedenktafel Walter Behrmann (1913–1987) | Henny-Schütz-Allee, Walter-Behrmann-Haus, Haus 25 (vorher Haus 42) der Asklepios Klinik Nord, Standort Ochsenzoll, im Eingangsbereich des Treppenhauses 53° 40′ 20″ N, 10° 0′ 22″ O | |                                           | Verwaltungsdirektor des Allgemeinen Krankenhauses Ochsenzoll von 1959 bis 1978, Bürgerschaftsabgeordneter und Vorsitzender der Bezirksversammlung Wandsbek |                    |

## Nicht mehr vorhandene Kunstwerke und Denkmäler
| Titel (kursiv) oder Beschreibung                                                                                              | Ehemaliger Standort | Datierung                            | Künstler | Anmerkungen | Bild           |
| --- | --- | ------------------------------------ | --- | --- | -------------- |
| Vier Jahreszeiten | Tangstedter Landstraße 143 53° 39′ 16″ N, 10° 1′ 9″ O | 1963                                 | Gerhard Hausmann | Glasmosaik, über der Eingangstür der Dialog Autovermietung. Seit 2019 von einem Firmenschild der Dialog Autovermietung verdeckt. | weitere Bilder |
| Jongleurgruppe | Hohe Liedt 67, Zentrum für Alleinerziehende und ihre Kinder, Landesbetrieb Erziehung und Beratung (LEB) 53° 40′ 8″ N, 10° 1′ 57″ O | 1962                                 | Ursula Querner | Skulpturengruppe, Bronze. Eigentümerin: Freie und Hansestadt Hamburg. Nachdem das ehemalige Kinderheim ins Zentrum für Alleinerziehende und ihre Kinder umgewandelt wurde und bald darauf am 25. August 2015 zusätzlich Wohncontainer für unbegleitete minderjährige Flüchtlinge auf dem Gelände aufgestellt wurden, besichtigte die Kulturwissenschaftlerin Charlotte Brinkmann die Skulptur und stellte fest, dass ein Arm und einige Finger fehlten und zwei Beine gebrochen waren. Sie sorgte für die Entfernung der Jongleurgruppe und gewann den Hamburger Verein Freunde der Denkmalpflege e.V. für eine Restaurierung. Das Denkmalschutzamt Hamburg unterstützte die Aktion. Die Restaurierung wurde von Corinna Krömer und Anne-Christin Batzilla-Kempf aus Kiel durchgeführt. Zu ihren Schutz wollte man die Skulptur nicht mehr außen, sondern in einem Innenraum aufstellen. Der städtische Eigentümer der Skulptur, der LEB, erklärte sich bereit, die Figur im Rahmen eines Leihvertrages an die Asklepios Klinik Barmbek abzugeben, die an dem neuen Standort im Innenhof des Neubaus für das Fundament und einen neuen Sockel sorgte und die Betreuung der Jongleurgruppe übernahm. Am 16. November wurde die restaurierte Skulptur im Beisein von Ursula Querners Tochter Dorothee Wallner der Klinik übergeben. | weitere Bilder |
| Pferdekopf | Jütlandring 70–76 53° 40′ 21″ N, 10° 0′ 42″ O | Zwischen 1892 und 1910               | | Hochrelief an der südöstlichen Seite des Hauses. Von den ursprünglich 2 Köpfen ist nur noch einer vorhanden. Der vorhandene Pferdekopf ist in der obersten Tabelle aufgeführt. |                |
| Tänzerin oder Objekt | Foorthkamp 42, Ehemalige Sonderschule (jetzt aufgeteilt zwischen einem Kindergarten und der Fritz-Schumacher-Schule, die ihren Teil für Internationale Vorbereitungsklassen nutzt.) 53° 39′ 35″ N, 10° 0′ 46″ O                                         | 1965                                 | Karl August Ohrt | Bronze. In einer Grünanlage mit Bodendeckern an einem Gebäude. Eigentümerin: Freie und Hansestadt Hamburg. Nicht mehr vor Ort. Nur noch Reste vom Sockel oder Fundament sind vorhanden, verdeckt von Bodendeckern. |                |
| Fisch | Hohe Liedt 67, Zentrum für Alleinerziehende und ihre Kinder, Landesbetrieb Erziehung und Beratung (LEB) 53° 40′ 8″ N, 10° 1′ 57″ O | 1962                                 | Carl Ihrke | Eigentümerin: Freie und Hansestadt Hamburg. Die Skulptur wies irgendwann Beschädigungen auf und ist nicht mehr vorhanden. Sie glich dem in der ersten Tabelle aufgeführten Fisch von 1961. |                |
| Verfassungsfeier | Timmerloh 27–29, Fritz-Schumacher-Schule 53° 39′ 23″ N, 10° 1′ 21″ O | 1931                                 | Walther J. Schneider (auch Walter, * ca. 1906) | Kasein-Tempera auf Putz. Das Wandbild befand sich am Treppenaufgang im Ostflügel des Gebäudes. Die Einweihungsrede zu dem Bild hielt Hugo Sieker. Aufgrund der republikanischen Thematik des Bildes wurde es 1936 auf Veranlassung des Ortsgruppenleiters der NSDAP abgekratzt. |                |
| Sitzende Figur | Götkensweg 19, am Planschbecken | 1938, circa                          | | Die Skulptur ist nicht mehr vorhanden. Das Planschbecken befand sich bei den Häusern der SS-Kaserne Langenhorn (Heidberg-Krankenhaus), in denen Wohnungen für Offiziere waren. Diese gehörten zur Kaserne und wurden ca. 1938 mit ihr fertiggestellt. Die Skulptur wird vermutlich wohl auch in der Zeit entstanden sein. Der Götkensweg erhielt erst 1952 seinen Namen. |                |
| Luchs | Hasloher Kehre 24, vor den Häusern | 1953                                 | Kurt Bauer | Die Skulptur wies irgendwann Beschädigungen auf und ist nicht mehr vorhanden. Eigentümerin: Nordwestdeutsche Siedlungsgesellschaft (Ein weiterer Luchs von Kurt Bauer, der etwas anders aussieht, befindet sich im Kellinghusenpark in Hamburg-Eppendorf.) |                |
| Zwei junge Tiere | Hasloher Kehre 24, vor den Häusern | 1953, circa                          | Kurt Bauer (vermutlich) | Die Skulpturengruppe ist nicht mehr vorhanden. Eigentümerin: Nordwestdeutsche Siedlungsgesellschaft |                |
| Wandmalerei Sonnenuhr | Hasloher Kehre 36, an der Stirnseite des Hauses |                                      | | Nicht mehr vorhanden. Eigentümerin: Nordwestdeutsche Siedlungsgesellschaft. Die Beschriftung über der gemalten Sonnenuhr gab Verse aus dem Buch Cherubinischer Wandersmann von Angelus Silesius, eigentlich Johannes Scheffler, in Großbuchstaben in etwa wieder: „Die Sonn erreget all / macht alle Sterne tanzen / Wirst du nicht auch bewegt / gehörst du nicht zum Ganzen“ |                |
| Zwei Rotmilane | Beim Schäferhof, an der Stirnseite des Hauses 18, 20 oder 22 | 1960                                 | Kurt Bauer | Mosaik. Nicht mehr vorhanden. |                |
| Sitzender Panther | Haus 134, Schwesternhaus, Asklepios Klinik Nord, Standort Ochsenzoll | 1961                                 | Hans Martin Ruwoldt | Bronze. 2007 gestohlen. Eigentümerin: Asklepios Kliniken Hamburg GmbH |                |
| Tanzende | Henny-Schütz-Allee, am Haus 29 der Asklepios Klinik Nord, Standort Ochsenzoll | 1961                                 | Karl August Ohrt | Spätestens 1958 entworfen. Bronze. 2007 dorthin umgesetzt, dann wurde sie gestohlen. Eigentümerin: Asklepios Kliniken Hamburg GmbH |                |
| Raumhohe Stele | Haus 77 der Asklepios Klinik Nord, Standort Ochsenzoll | 1977                                 | | Mit einem M als größten Buchstaben in der quadratischen Signatur. 2007 entfernt. Eigentümerin: Asklepios Kliniken Hamburg GmbH |                |
| Betonrelief | Beim Eingang des Schwesternhochhauses der Asklepios Klinik Nord, Standort Ochsenzoll | 1973                                 | Walther Zander | 2007 entfernt. Eigentümerin: Asklepios Kliniken Hamburg GmbH |                |
| Bemaltes Objekt | Hinter Haus 81 der Asklepios Klinik Nord, Standort Ochsenzoll (Damals Neubau des Sozialtherapie-Zentrums, inzwischen abgerissen) | 1982                                 | Otto Mindhoff (* 1932) | Eisen, 2010 oder 2013 abgerissen, wenn das Objekt da stand. Eigentümerin: Asklepios Kliniken Hamburg GmbH |                |
| Große Reliefstele (mit einem windbeweglichen Schmetterling obendrauf)                                                         | Vor Haus 81 der Asklepios Klinik Nord, Standort Ochsenzoll. (Damals Neubau des Sozialtherapie-Zentrums, inzwischen abgerissen) | 1982 (Aufstellung April 1983)        | Siegfried Neuenhausen mit Patienten der Psychiatrie des Allgemeinen Krankenhauses Ochsenzoll, die von den Künstlern Sabine Reiff (* 1956), Wolfgang Temme (* 1958) und Ulla Lauer (* 1939) sowie der Beschäftigungstherapeutin des Krankenhauses Anneliese Kessels unterstützt wurden | Ton und Klinker. Für den Schmetterling Nirostastahl, Maschendraht, Papier, Glasfaser, Polyester und Farbe. 1983 ausgestellt im Kunstverein Hannover (13. Februar bis 4. April). 2010 abgerissen. Eigentümerin: Asklepios Kliniken Hamburg GmbH |                |
| Kleine Reliefstele | Leseterrasse von Haus 81 der Asklepios Klinik Nord, Standort Ochsenzoll (Damals Neubau des Sozialtherapie-Zentrums, inzwischen abgerissen) | 1982 (Aufstellung April 1983)        | Siegfried Neuenhausen mit Patienten der Psychiatrie des Allgemeinen Krankenhauses Ochsenzoll, die von den Künstlern Sabine Reiff (* 1956), Wolfgang Temme (* 1958) und Ulla Lauer (* 1939) sowie der Beschäftigungstherapeutin des Krankenhauses Anneliese Kessels unterstützt wurden | Ton. 1983 ausgestellt im Kunstverein Hannover (13. Februar bis 4. April). Spätestens 2010 abgerissen. Eigentümerin: Asklepios Kliniken Hamburg GmbH |                |
| Schmetterlingsturm | Innenhof von Haus 81 der Asklepios Klinik Nord, Standort Ochsenzoll (Damals Neubau des Sozialtherapie-Zentrums, inzwischen abgerissen) | 1982 (Aufstellung April 1983)        | Siegfried Neuenhausen mit Patienten der Psychiatrie des Allgemeinen Krankenhauses Ochsenzoll, die von den Künstlern Sabine Reiff (* 1956), Wolfgang Temme (* 1958) und Ulla Lauer (* 1939) sowie der Beschäftigungstherapeutin des Krankenhauses Anneliese Kessels unterstützt wurden | Alte Sandsteine. Für die ca. 15 Schmetterlinge Nirostastahl, Maschendraht, Papier, Glasfaser, Polyester und Farbe. 1983 ausgestellt im Kunstverein Hannover (13. Februar bis 4. April). 2010 abgerissen. Eigentümerin: Asklepios Kliniken Hamburg GmbH |                |
| Narziss | Tweeltenmoor 10, Innenhof Kindertagesheim 53° 40′ 31″ N, 10° 1′ 26″ O | 1965                                 | Ursula Querner | 1998, beim Umbau des Kindertagesheim verschwunden. (Ein weiterer Narziss, auf 1964/1965 datiert, befindet sich als Leihgabe im Skulpturenpark Schloss Gottorf in Schleswig.) |                |
| Schnecke | Iserlohner Stieg, hinter Bergmannstraße 21 | 1985                                 | Doris Waschk-Balz | Skulptur des Projektes Mensch und Natur. Guss: Kunstgießerei Schmäke, Düsseldorf. Die Bronzeskulptur wurde zwischen dem 9. und 14. Oktober 2013 gestohlen. Eigentümerin: SAGA |                |
| Windenknospe der Ackerwinde                                                                                                   | Käkenhof 53° 40′ 20″ N, 10° 0′ 0″ O | 1985                                 | Doris Waschk-Balz | Skulptur des Projektes Mensch und Natur. Guss: Kunstgießerei Schmäke, Düsseldorf. Die Bronzeskulptur war Teil des Figurenensembles auf dem Käkenhof und wurde einige Jahre vor 2013 gestohlen. Eigentümerin: SAGA |                |
| Birne | Walter-Schmedemann-Straße 68 | 1985                                 | Doris Waschk-Balz | Skulptur des Projektes Mensch und Natur. Guss: Kunstgießerei Schmäke, Düsseldorf. Die Bronzeskulptur wurde gestohlen. Eigentümerin: SAGA |                |
| Gitterpavillon auf Sandfläche                                                                                                 | Dortmunder Straße 46 | 1986                                 | Knud Knabe (* 1941) | Vor Ort nicht auffindbar. Eigentümerin: SAGA |                |
| Stehende | Masenredder 3 | 1967                                 | Karl August Ohrt | Neusilber. Um 2012 verschwunden. Eigentümerin: SAGA |                |
| Kachelbild | Dortmunder Straße 19 | 1982                                 | Gisela Engelin-Hommes | Bemalte Kacheln. Neben dem Haupteingang an der Fassade. Nach einer Fassadenisolierung nicht mehr sichtbar oder nicht mehr vorhanden. Eigentümerin: Vereinigte Hamburger Wohnungsbaugenossenschaft eG |                |
| Ausmalung des ehemaligen sogenannten Gemeindesaals der Siedlung Langenhorn (Fritz-Schumacher-Siedlung), sowie Fensterbemalung | Tangstedter Landstraße 221, im Verwaltungsgebäude | 1925 oder 1926                       | Bernhard Hopp (oder nach seinen Entwürfen) | Nicht mehr vorhanden (oder nicht mehr sichtbar). |                |
| Glasmalerei, bestehend aus neun Teilen, die sich im Besitz der Ansgarkirche befand.                                           | Langenhorner Chaussee 266, Ansgarkirche (oder Tangstedter Landstraße 221, Verwaltungsgebäude) | Vor 1935 (vielleicht 1925 oder 1926) | Bernhard Hopp | 1935 als Leihgabe der Langenhorner St.-Ansgar-Gemeinde an die Maria-Magdalenen-Gemeinde für den Altarraum deren Gemeindehauses. Seitdem die Ansgar-Gemeinde ihre Kirche hatte, waren die Fenster nicht mehr in ihrem Gebrauch. Die Maria-Magdalenen-Kirche wurde 1938 im Stadtteil Klein Borstel fertiggestellt. Mit großer Wahrscheinlichkeit ist es die bereits erwähnten Fensterbemalung. Sechs der neun Teile befinden sich im Gemeinde-Archiv der Maria-Magdalenen-Gemeinde. |                |
| Altar-Triptychon der Ansgarkirche                                                                                             | Langenhorner Chaussee 266, Ansgarkirche 53° 39′ 9″ N, 10° 0′ 30″ O |                                      | | Da Anita Rées Altarbilder nie in der Ansgarkirche zu sehen waren und 1932 eingelagert wurden, wurde dieses Triptychon vorerst zum Altarbild der Ansgarkirche. Die Steifheit der Figuren schließt wohl eine Urheberschaft von Bernhard Hopp, Arthur Illies oder Walther Renzig (1884–?), die neben Anita Rée ebenfalls Entwürfe für den Altar der Ansgarkirche abgaben, aus. Der linke Teil des Triptychons zeigt eine Kreuzigungsszene, der rechte eine Auferstehungsszene. In der Mitte ist das Letzte Abendmahl zu sehen. Davor auf dem Altar stand ein Relief, das von demselben Künstler zu sein scheint und das Abendmahl in Emaus zeigt. Das Triptychon und das Relief sind nicht mehr in der Ansgarkirche zu sehen. |                |
| Gewebter Wandteppich mit Landschaftsmotiv                                                                                     | Wördenmoorweg 22, Gemeindehaus der Ansgarkirche 53° 39′ 11″ N, 10° 0′ 31″ O |                                      | Marie Thierfeldt | Eigentümerin: Ansgarkirche. Nach Mottenfraß ca. 2010 entsorgt. |                |
| Skulptur einer Frau | Bärenhof, an der Fassade, Langenhorner Chaussee, Ecke Stockflethweg 53° 40′ 44″ N, 10° 0′ 4″ O | Vor 1900                             | | Der um 1900 von dem Makler Ernst Römling errichtete Bärenhof wurde entgegen den Bemühungen der Bürgerinitiative Rettet den Bärenhof der Willi-Bredel-Gesellschaft 2010 auf Veranlassung des neuen Grundstückeigentümers Auto-Wichert abgerissen. Die vermutlich aus dem Barock oder Klassizismus stammende Skulptur wurde von Römling angekauft und an der Fassade angebracht. 2010 wurde sie gerettet und eingelagert. Die Bezirksversammlung beschloss eine Aufstellung der Skulptur, doch scheiterte diese an dem Bezirkamtleiter Harald Rösler während seiner gesamten Amtszeit (2012–2018). Die Skulptur befindet sich zur Aufbewahrung bei der Firma Rosen-Kröger, Tarpen 26. (Auf dem Foto die rechte der beiden Skulpturen) |                |
| Skulptur eines Mannes | Bärenhof, an der Fassade, Langenhorner Chaussee, Ecke Stockflethweg 53° 40′ 44″ N, 10° 0′ 4″ O | Vor 1900                             | | Der um 1900 von dem Makler Ernst Römling errichtete Bärenhof wurde entgegen den Bemühungen der Bürgerinitiative Rettet den Bärenhof der Willi-Bredel-Gesellschaft 2010 auf Veranlassung des neuen Grundstückeigentümers Auto-Wichert abgerissen. Die vermutlich aus dem Barock oder Klassizismus stammende Skulptur wurde von Römling angekauft und an der Fassade angebracht. 2010 wurde sie gerettet und eingelagert. Die Bezirksversammlung beschloss eine Aufstellung der Skulptur, doch scheiterte diese an dem Bezirkamtleiter Harald Rösler während seiner gesamten Amtszeit (2012–2018). Die Skulptur befindet sich zur Aufbewahrung bei der Firma Rosen-Kröger, Tarpen 26. (Auf dem Foto die linke der beiden Skulpturen) |                |
| Malerei am Lichtschacht der Schalterhalle des Bahnhofsgebäudes                                                                | Immenhöven, Foortkamp, U-Bahnhof Langenhorn Nord 53° 39′ 41″ N, 10° 1′ 4″ O | 1997                                 | Schülerinnen und Schüler des ehemaligen Gymnasium Langenhorn am Foorthkamp 36 (heute Oberstufe Foorthkamp). Das Projekt wurde von den Lehrern Jürgen Voigt und Rainer Puck (* 1943), der auch Künstler ist, betreut.                                                                  | Acrylfarbe auf Holzplatten. Die Malerei war an die von Fernand Léger angelehnt. Sie wurde im Sommer 2013 im Rahmen von Sanierungsarbeiten aus dem Bahnhof entfernt. |                |
| Metallarbeit über dem Bahnhofseingang                                                                                         | Immenhöven, Foortkamp, U-Bahnhof Langenhorn Nord 53° 39′ 41″ N, 10° 1′ 4″ O | 1997                                 | Schülerinnen und Schüler des ehemaligen Gymnasium Langenhorn am Foorthkamp 36 (heute Oberstufe Foorthkamp). Das Projekt wurde von den Lehrern Jürgen Voigt und Rainer Puck (* 1943), der auch Künstler ist, betreut.                                                                  | Die Arbeit aus ausgemusterten U-Bahnteilen wurde im Rahmen einer Brückenerneuerung und Sanierungsarbeiten 2013 entfernt. | weitere Bilder |
| Bunte, weibliche Figur | Fritz-Schumacher-Allee 200, Gymnasium Heidberg 53° 40′ 11″ N, 10° 1′ 54″ O |                                      | | Skulptur in der Grünanlage am Gebäude, die an den Nanas von Niki de Saint Phalle angelehnt war. Vermutlich eine Arbeit von Schülern des Gymnasiums. Nicht mehr vorhanden. |                |
| Tanzendes Paar oder Tanzende(r), Wandmalerei                                                                                  | Langenhorner Chaussee 129 53° 38′ 36″ N, 10° 0′ 46″ O | 1980er Jahre                         | | Anfang der 1980er Jahre befand sich dort die Diskothek Pipers Club. Nach einem Besitzerwechsel wurde sie umbenannt in Ex-Disco (vielleicht auch umgekehrt). Zu Zeit des Wechsels entstand die Wandmalerei. Nach einem weiteren Besitzerwechsel wurde die Lokalität eine Spielhalle und die Wandmalerei überstrichen. Die Malerei befand sich außen auf dem gemauerten Stück auf der linken Seite der Ladenfront. |                |
| Che Guevara, Deckenmalerei | Langenhorner Chaussee 190, über dem Tresen der Gaststätte Klause 53° 38′ 53″ N, 10° 0′ 40″ O | vor 1995                             | | Schwarz-weiße Deckenmalerei, die das Porträt Guerrillero Heroico zeigte, nach einer Stilisierung aus dem Jahre 1968 des irischen Künstlers Jim Fitzpatrick (* 1944) des Originalfotos des kubanischen Fotografen Alberto Korda vom 5. März 1960. In den 1990ern war die Klause unter anderem ein Treffpunkt von Mitgliedern der im Dezember 1990 gegründeten Antifa Fuhlsbüttel-Langenhorn (Antifa FuLa), die zeitweise etwa 20 Mitglieder hatte. Die Klause sowie die Malerei sind spätestens nach der Erneuerung der Ladenzeile (ca. frühe 2010er Jahre) nicht mehr vorhanden. Die Klause befand sich am linken Ende der Ladenzeile. Vor der Erneuerung fanden Besitzerwechsel statt, sodass die Malerei möglicherweise schon früher überstrichen wurde. |                |
| Gedenkstein, der an drei im Deutsch-Französischen Krieg gefallene Langenhorner erinnerte                                      | Langenhorner Chaussee 155, an der Friedenseiche gegenüber der Einmündung zur Tangstedter Landstraße 53° 38′ 45″ N, 10° 0′ 45″ O | 1871                                 | | Auf dem Stein war eine Kupfer- oder Bronzeplatte, die die Jahreszahl 1871 trug. In dem Stein soll zudem ein Loch gewesen sein, in dem sich eine Kassette befand, die drei Namen von drei gefallenen Langenhornern enthielt. Die Platte soll nach dem Zweiten Weltkrieg, nachdem Metalldiebe sich daran zu schaffen machten, von der Baubehörde sichergestellt worden sein, um sie zu schützen. |                |
| Ehrenmal des Langenhorner Kriegervereins von 1912 (Kyffhäuserbund)                                                            | Zwischen Weg 651 und Raakmoorgraben im ehemaligen, sogenannten Kyffhäuserpark im südlichen Raakmoor. |                                      | | Nur noch ein kleiner Steinhaufen vorhanden. |                |
| Denkmal, das an die toten Besatzungsmitglieder des Marineluftschiffes L 1 erinnert.                                           | Langenhorner Chaussee 91, auf dem Gelände von Ude’s Garten Etablissement (vorher Altenteilerhaus der Vogtshufe (Hufe IV), später Hotel Zum Deutschen Eck, dann China-Restaurant, 1986 Abriss). Koordinaten des Grundstücks: 53° 38′ 25″ N, 10° 0′ 46″ O | 1913                                 | | Das Denkmal befindet sich inzwischen in Nordholz auf dem Gelände des Luftschiff- und Marinefliegermuseums Aeronauticum. 53° 46′ 29″ N, 8° 38′ 20″ O |                |
| Gedenktafel aus Eichenholz mit Schnitzwerk                                                                                    | Halle des Verwaltungsgebäudes des Krankenhauses Ochsenzoll (heute Asklepios Klinik Nord Standort Ochsenzoll, Henny Schütz-Allee, Walter-Behrmann-Haus, Haus 25 (vorher Haus 42)) 53° 40′ 21″ N, 10° 0′ 23″ O                                            | 1918                                 | | Die Gedenktafel befand sich später im Dachgeschoss eines Technikgebäudes (Haus 57) des Krankenhauses. Sie erinnerte namentlich an 90 im Ersten Weltkrieg gefallenen Mitarbeiter des Krankenhauses, das zu der Zeit noch eine reine Irrenanstalt war und Irrenanstalt Langenhorn hieß. Der Name des Maurers Adolf Biehl darauf taucht auch auf dem Gedenkstein der Langenhorner Spielervereinigung von 1910 e.V. auf, der in der ersten Tabelle aufgeführt ist. |                |

## Sammlung Helmut und Loki Schmidt

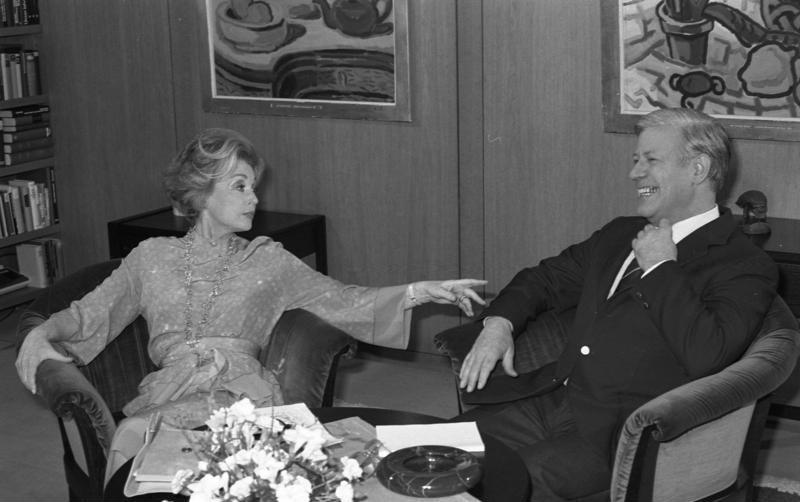
Lilli Palmer bei einem Interview mit Helmut Schmidt 1982

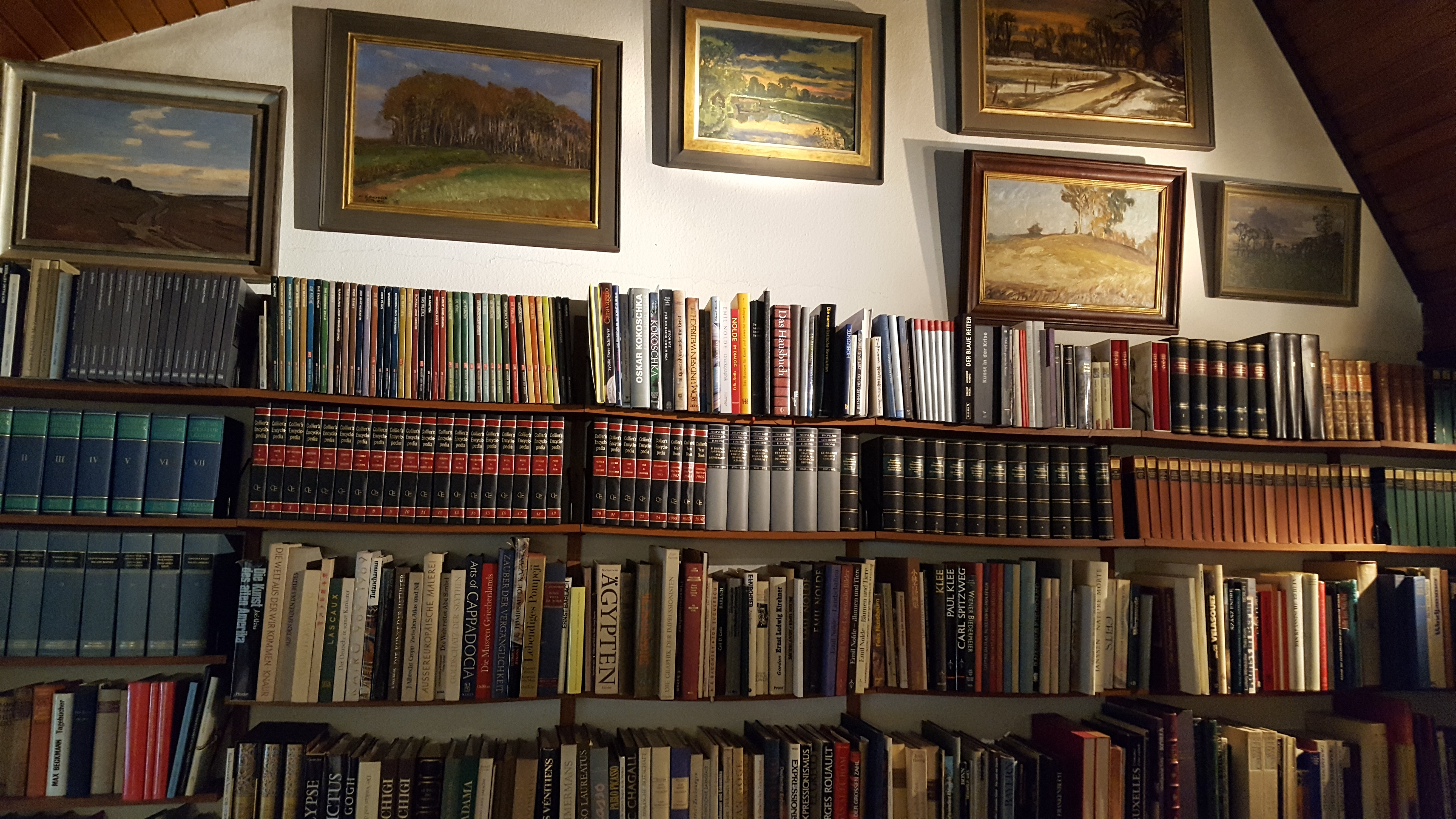
Blick ins Wohnzimmer mit den Ölgemälden (von links nach rechts) Herbstliche Heide mit großem Himmel, um 1898 von Hans am Ende, Baumgruppe im Frühling, 1905 von Fritz Overbeck, Sommerabend über der Wümme, 1960 von Christian Modersohn, Winterliche Eichenwiese, 1988 von Christian Modersohn (oben), Herbsttag in der Surheide, 1910 von Otto Modersohn (unten) und Landschaft mit Baumreihe, 1911 von August Haake.

Nicht aufgeführt in den Listen ist die Sammlung des ehemaligen Bundeskanzlers Helmut Schmidt, der auch selbst malte, und dessen Frau Loki Schmidt. Beide wohnten ab Dezember 1961 im Neubergerweg 80–82. Grafiken, Gemälde und Plastiken zierten ihr Refugium. Werke unter anderem von Ernst Barlach, Ansgar Sebastian Beer (* 1973), Rolf Böhlig, Marga Böhmer, Paul Bollmann, Olga Bontjes van Beek, Gudrun Brüne (auch Brüne-Heisig), Marc Chagall, Jean Cocteau, Salvador Dalí, Otto Dix, Ernst Eitner, Hans am Ende, Albert Feser, Rainer Fetting, Klaus Fußmann, August Gaul, Francisco de Goya, August Haake, Erich Heckel, Bernhard Heisig, Thomas Herbst, Hermann Hesse, Rudolf Höckner, Alfred Hrdlicka, Franz Iffland, Hans Joachim Ihle, Otto Illies, Horst Janssen, Franz Kaiser, Theo Kauertz (1922–1993), Paul Kayser, Oskar Kokoschka, Käthe Kollwitz, Joseph Krautwald, Alfred Kubin, Maren Lipp (1926–2015), Meike Lipp (* 1955), Marianne Lüdicke, August Macke, Eva de Maizière, Albert Marquet, Joan Miró, Christian Modersohn, Otto Modersohn, Paula Modersohn-Becker, Vera Mohr-Möller (1911–1998), Henry Moore, Edvard Munch, Peter Nagel, Arndt Georg Nissen, Emil Nolde, Fritz Overbeck, Lilli Palmer, Max Pechstein, Pablo Picasso, Maria Pirwitz, Christian Daniel Rauch, Hans Scheib, Hugo Schmidt (1890–1986), Karl Schmidt-Rottluff, Utagawa Hiroshige, Doris Waschk-Balz, Adolf Wriggers, Heinrich Zille und Bernhard Heyde (1899–1978), dem Ehemann von Ida Ehre. Im Garten befindet sich die Skulptur Mann und sein Totem von dem Simbabwer Damian Manuhwa (1952–2008). Das Haus mit allem darin und das Grundstück gehören der 1992 von Helmut und Loki Schmidt gegründeten Helmut und Loki Schmidt-Stiftung. Das Haus sollte ein Museum werden, jedoch ist das aus konservatorischen Gründen nicht möglich. Nur an wenigen Tagen im Jahr ist das Haus für einen ausgewählten Personenkreis zugänglich, vor allem für Forscher, die das Archiv nutzen möchten, aber auch für kleine Besuchergruppen. Es ist jedoch ein virtueller Rundgang möglich. Seit dem 1. Januar 2017 wird das Anwesen von der Bundeskanzler-Helmut-Schmidt-Stiftung verwaltet.
Vom 4. Oktober 2020 bis zum 31. Januar 2021 sind eine Auswahl von rund 150 Stücken aus der Sammlung von Helmut und Loki Schmidt nicht in Langenhorn. Die Werke sind nach ihrer teilweisen Restauration und Reinigung durch die Restauratorinnen Antonia Billib (König Restaurierung), Silke Beiner-Büth, Gudrun Kühl und Bettina Heine in der Ausstellung Kanzlers Kunst – Die Sammlung Helmut und Loki Schmidt im Ernst-Barlach-Haus im Jenischpark in Hamburg-Othmarschen zu sehen.